# 京成本線
本線（ほんせん）は、東京都台東区の京成上野駅から千葉県船橋市の京成船橋駅を経て同県成田市の成田空港駅までを結ぶ京成電鉄の鉄道路線である。駅ナンバリングで使われる路線記号はKS。
駒井野信号場 - 成田空港駅間（2.1 km）は成田空港高速鉄道が第三種鉄道事業者として線路を保有し、京成電鉄は第二種鉄道事業者として旅客運送を行っている。

## 概要
東京都23区から東方の千葉県船橋市・佐倉市・成田市方面を結ぶ京成電鉄の基幹路線で、関東地方の主要幹線の一つ。東京通勤輸送のほか、京成電鉄草創期からの目的地であり、毎年初詣で300万人近い人出がある成田山新勝寺への参詣客輸送も特徴として挙げられる。成田国際空港輸送については、その主たる需要の受け皿を成田空港線（成田スカイアクセス線）に移行させつつも、多様なニーズに応える選択肢の一つとしてその役割を担っている。
押上線を介して羽田空港方面（都営地下鉄浅草線・京浜急行電鉄本線・空港線）と、東成田線を介して芝山鉄道線とそれぞれ相互直通運転を行い、また北総鉄道北総線と直通する列車がある。
国土交通省への届出上の正式な路線名は、社名を冠さない「本線」であるが、成田スカイアクセス線開業後は、京成線内でも社名を冠した「京成本線（英: Keisei Main Line）」の名で案内される（路線図など）。路線識別色は青系。

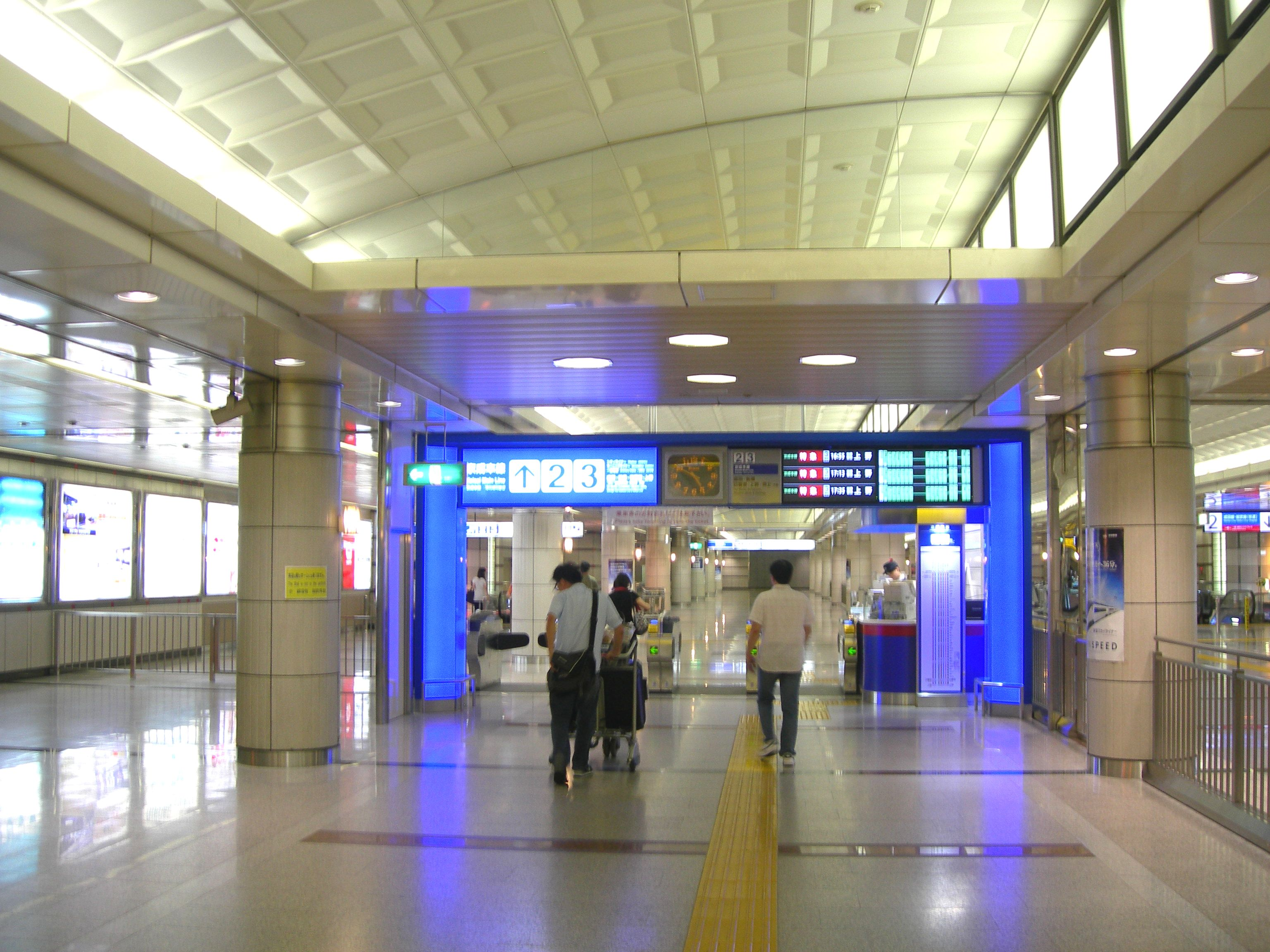
路線の識別色は青系

### 路線データ
- 管轄・路線距離（営業キロ）：全長69.3 km
  - 京成電鉄（第一種鉄道事業者）：
    - 京成上野 - 駒井野信号場間 67.2 km

  - 京成電鉄（第二種鉄道事業者）・成田空港高速鉄道（第三種鉄道事業者）：
    - 駒井野信号場 - 成田空港間 2.1 km

  - 京成成田 - 駒井野信号場間 6.0 kmは東成田線、空港第2ビル - 成田空港間 1.0 kmは成田空港線（成田スカイアクセス線）との重複区間。
- 軌間：1435 mm
- 駅数：42駅（起終点駅含む）
- 単線区間：空港第2ビル - 成田空港間 1.0 km
- 複線区間：京成上野 - 青砥間、京成高砂 - 空港第2ビル間 67.1 km
- 複々線区間：青砥 - 京成高砂間 1.2 km
- 電化区間：全線電化（直流1500 V）
- 閉塞方式：自動閉塞式
- 車両基地所在駅：京成高砂駅・京成津田沼駅・宗吾参道駅
- 保安装置：C-ATS
- 最高速度：110 km/h[2]

### 路線名について
線名は1981年度版の『民鉄要覧』まで、京成上野 - 京成成田間は「上野線」、現在の東成田線にあたる京成成田 - 成田空港（現・東成田）間は「空港線」と記載されていた。1982年度版より「上野線」は現行の「本線」に変更され、1986年度版からは「空港線」の区間も「本線」に編入された。その後に開業した駒井野信号場 - 成田空港間は当初から「本線」となっている。

## 運行形態
京成船橋駅 - 京成成田駅間においては、千葉駅を経由する形のJR東日本総武本線・成田線の船橋駅 - 成田駅間と比較して短絡ルートとなっており、線形に優れ、所要時間も短いが、京成成田駅あるいは成田駅、あるいはそれより遠いJR駅を乗降駅とする場合の所要時間はほぼ同じとなっており、JR東日本の乗降駅によっては、JR東日本の通し運賃の方が安くなることもある。
東京メトロ東西線に直通する東葉高速線とも勝田台駅 - 都営浅草線日本橋駅（押上線を経由して直通）間で競合しており、こちらにも運賃では勝るものの所要時間などで劣っている。そのため勝田台駅で乗降し東葉高速線を利用する乗客なども多い。2008年度における勝田台駅の1日の平均乗降客数は日暮里駅についで5位となっている。
都営浅草線直通は近年では1998年の京急空港線羽田空港駅（現：羽田空港第1・第2ターミナル駅）開業以降、京急線発着の列車が主流となり、浅草線の終着駅である西馬込駅発着の列車はラッシュ時以外は大幅に減少していたが、成田スカイアクセス線開業後のダイヤでは日中の西馬込発着列車が増発された。
快速特急・特急・通勤特急の全列車と快速の大半は、利用率が比較的高いために8両編成で運転される。普通列車は、ホーム有効長が6両分しかない駅があるため、京成上野駅 - 京成高砂駅間と宗吾参道駅 - 成田空港駅間（・東成田方面芝山鉄道線芝山千代田駅間を含めて）の一部をのぞき、全列車が6両編成で運転される。かつては4両編成での運用が存在したが、4両編成の3300形・3500形の減少、6両編成の3000形の増備および輸送力の増強により、本線上での営業運用は消滅した。
2010年7月17日以降は京成高砂駅 - 空港第2ビル駅間の経路が成田スカイアクセス線経由と本線経由の2系統となったため「成田スカイアクセス線・北総線経由」「京成本線・船橋経由」という案内でルートの区別を図っている。
現在、日中のダイヤは成田スカイアクセス線経由の「スカイライナー」が20分サイクル、一般列車が40分サイクルとなっていて、両者を組み合わせたダイヤパターンで運行されている。

### 運行本数
2022年（令和4年）11月26日現在のダイヤにおける日中40分あたりの運行本数は以下のとおり。なお、空港第2ビル - 成田空港間の成田スカイアクセス線と青砥 - 京成高砂間の押上線からの直通列車は営業上京成本線と分離されているが、線路を共用しているためまとめて記す。
| 種別＼駅名 | 種別＼駅名     | 京成上野   | …          | 青砥 | 京成高砂 | …                            | 京成津田沼                   | …                            | 京成臼井                     | 京成佐倉                     | …                            | 京成成田                     | 空港第２ビル | 成田空港    | 運行本数 |
| ---------- | -------------- | ---------- | ---------- | ---- | -------- | ---------------------------- | ---------------------------- | ---------------------------- | ---------------------------- | ---------------------------- | ---------------------------- | ---------------------------- | ------------ | ----------- | -------- |
| 運行範囲   | スカイライナー |            |            |      |          | （成田スカイアクセス線経由） | （成田スカイアクセス線経由） | （成田スカイアクセス線経由） | （成田スカイアクセス線経由） | （成田スカイアクセス線経由） | （成田スカイアクセス線経由） | （成田スカイアクセス線経由） |              |             | 2本      |
| 運行範囲   | アクセス特急   | 羽田空港 ← | 羽田空港 ← |      |          | （成田スカイアクセス線経由） | （成田スカイアクセス線経由） | （成田スカイアクセス線経由） | （成田スカイアクセス線経由） | （成田スカイアクセス線経由） | （成田スカイアクセス線経由） | （成田スカイアクセス線経由） |              |             | 1本      |
| 運行範囲   | 快速特急       |            |            |      |          |                              |                              |                              |                              |                              |                              |                              |              |             | 1本      |
| 運行範囲   | 特急           | 横浜方面 ← | 横浜方面 ← |      |          |                              |                              |                              |                              |                              |                              |                              |              |             | 1本      |
| 運行範囲   | 快速           |            |            |      |          |                              |                              |                              |                              |                              |                              |                              |              |             | 1本      |
| 運行範囲   | 快速           | 西馬込←    | 西馬込←    |      |          |                              |                              |                              |                              |                              |                              |                              |              |             | 2本      |
| 運行範囲   | 普通           |            |            |      |          |                              |                              |                              |                              |                              |                              |                              |              |             | 1本      |
| 運行範囲   | 普通           |            |            |      |          |                              |                              |                              |                              |                              |                              |                              | 3本          |             |          |
| 運行範囲   | 普通           | 羽田空港 ← | 羽田空港 ← |      |          | →北総線直通                  | →北総線直通                  | →北総線直通                  | →北総線直通                  | →北総線直通                  | →北総線直通                  | →北総線直通                  | →北総線直通  | →北総線直通 | 2本      |

1. ↑  浅草線内・京急線内エアポート快特
2. 1 2  浅草線内普通・京急線内特急

### 有料列車
座席指定で運賃のほかに料金が必要な列車が下記のとおり運行されている。これらはそれぞれ独立した列車種別となっている。これらの列車の緩急行選別装置の番号対照表の番号は「8」で「その他」と表記されている。
成田スカイアクセス系統
- スカイライナー - 東京都心部と成田空港を結ぶ列車として京成上野駅 - 成田空港駅間で運行。京成上野駅 - 京成高砂駅間は本線（当線）、京成高砂駅 - 成田空港駅間は成田スカイアクセス線経由で運行される。また、日中時間帯および夜間の一部の列車は青砥駅・新鎌ヶ谷駅にも停車する。

本線系統
- モーニングライナー・イブニングライナー - ホームライナーのような役割を果たす列車。「モーニングライナー」は朝上りに、「イブニングライナー」は夕方下りに、それぞれ運行される。運行区間はいずれも全区間本線経由で京成上野駅 - 京成成田駅・成田空港駅間。
- シティライナー - 成田山初詣客などのための臨時列車。全区間本線経由で京成上野駅 - 京成成田駅間を運行。

### 一般列車
以下は運賃以外の料金が不要な列車である。また、ここでは本線青砥駅以西（日暮里・京成上野方面）あるいは京成高砂駅以南（京成津田沼方面）のどちらも経由しない列車（押上線 - 北総線・成田空港線（成田スカイアクセス線）、押上線 - 京成高砂駅発着）については記載しない。それらについては「京成押上線」「北総鉄道北総線」「京成成田空港線」の各記事を参照。

#### 快速特急
一般車両による最上位速達列車である。2006年12月10日のダイヤ改正で、日中の特急の京成佐倉駅以東を各駅停車化するにあたり、従前の停車駅で運行する列車を改称する形で設定された。当初、朝方は上り方面、夕方・夜間は下り方面への運行であったが、2019年10月26日のダイヤ改正からは日中も運行されている。
現行ダイヤでは以下の運行パターンがある。
京成上野駅発着
日中、40分間隔で京成成田駅との間で運転され、青砥駅でアクセス特急に接続する。夕方以降、下り電車は平日には設定されず、土休日のみ京成成田行きに加えて成田空港行きや芝山千代田行きが運転される。なお、平日朝ラッシュ時には上り・下りともに運転されない（上り電車は全て押上線方面への運行となる）。
押上線直通
上りは、平日・土休日とも朝時間帯に西馬込行き・羽田空港行きが京成成田発（一部京成佐倉・成田空港・芝山千代田発）で、平日夕方に西馬込行き1本が成田空港発で、下りは平日夕ラッシュ時に京成成田行き・成田空港行き・芝山千代田行きが西馬込発・羽田空港発で運転される。
2002年10月14日より2014年11月7日までの平日には三崎口発京成成田（運転開始当初は成田空港）行き（京急線内特急）という、3社間で最長距離の列車が都営車で1本運転されていた。なお、2010年7月11日までには土休日のみ朝方に成田空港行き（通常とは逆方向に運行される列車）が1本あったが、この列車は羽田空港駅（現在の羽田空港第1・第2ターミナル駅）始発であり、京急線・都営浅草線を含めて全区間で種別が快特（エアポート快特を含む）であり、なおかつ両空港を乗り換えなしで結んでいる数少ない列車であった。また土休日夕方にも成田空港駅 - 羽田空港駅間の列車が存在した。
原則として京成車が主体の運用だが、都営線直通列車はラッシュ時を中心に都営車が入ることがある。また上記の京急本線京急蒲田駅より南を始発とする列車は、原則都営車での運用となっていた。
当初は京浜急行電鉄にあわせて種別を「快特」と定めたが、読みが「かいとく」であるため、後述の「快速」（かいそく）との区別がつきにくく、誤乗防止のため、2007年8月16日より、駅構内および車内のアナウンスが「快速特急」に変更された。2010年7月17日のダイヤ改正よりすべての案内上の名称が「快速特急」に改められ、現在は駅の発車案内や車両の方向幕の表示もごく一部（押上駅1・2番線）をのぞき「快速特急」に統一された。
種別カラーは京急と同様の緑色。ただし、フルカラーLEDの発車案内板が導入されていない駅などにおいては赤色で表示する場合もある。
緩急行選別装置の番号対照表の番号は「7」で、こちらは引き続き「快特」と表記されている。

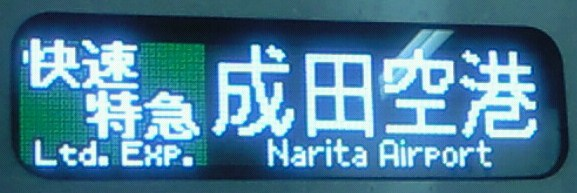
快速特急成田空港行 （3700形）
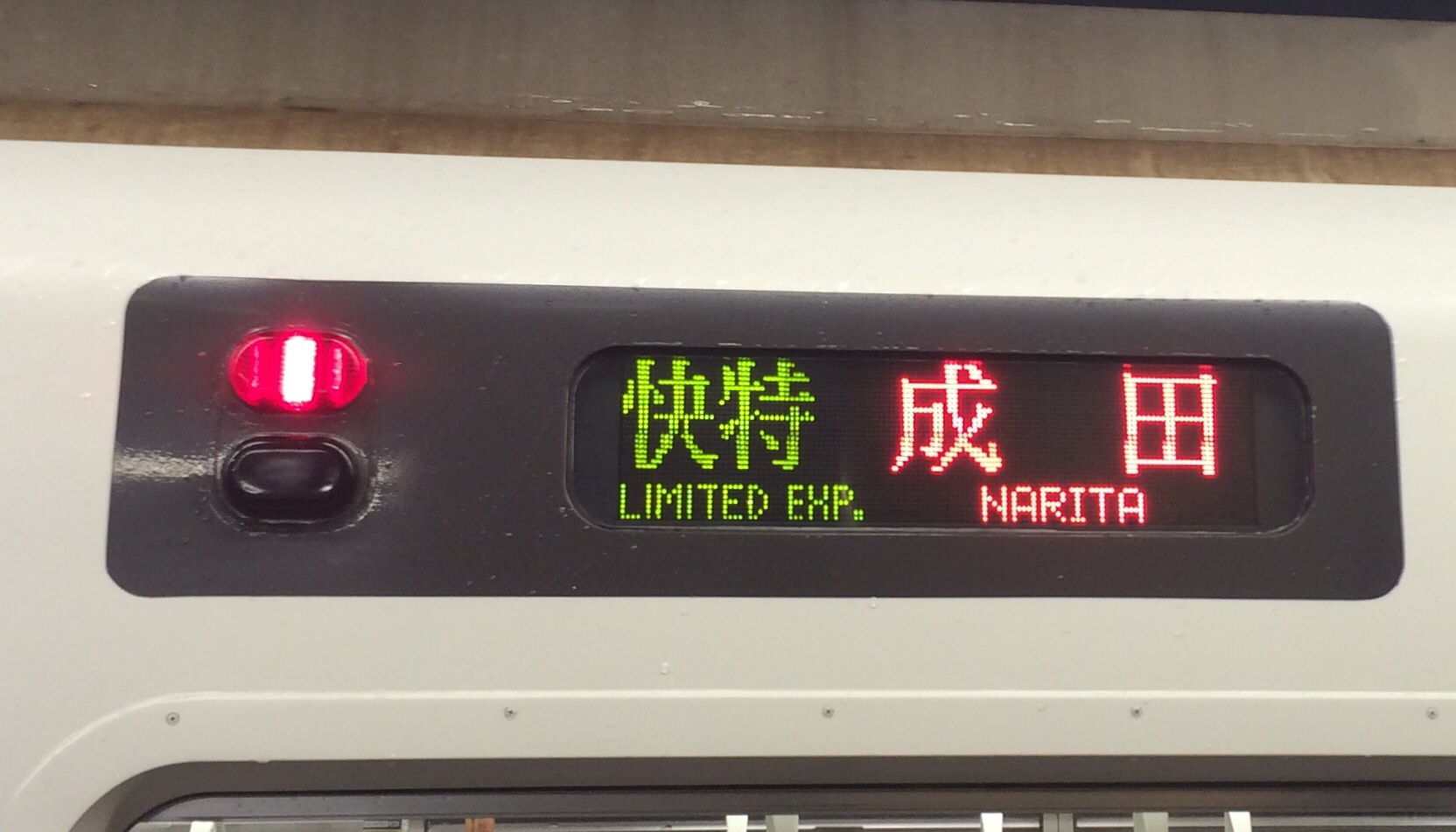
快速特急京成成田行。 都営5300形の種別表示は京成線内でも快特のまま。

#### アクセス特急
2010年7月17日に開業した成田空港線（成田スカイアクセス線）経由の一般車両による最上位速達列車（快速特急と経路は違うが同等）である。日中は押上線方面との直通列車のみ運行されるが、日中以外の時間帯に京成上野駅発着での設定がある。
京成・京急・都営車による運用で、通常京成車の運用には3100形が優先的に使用される。3050形は新造時は全車がアクセス線使用を前提とした独自の外観デザインをもっていたが、2019年に本線経由との誤乗防止を図る目的で3100形と類似したデザインへの変更が行われた。なお、後に3050形は通常の京成色に変更され、アクセス特急の運用からは撤退している。また、京成上野発着の列車は京成車に限定される。
種別カラーは、それまで「通勤特急」が使用していたオレンジ色が使用されている。ただし、フルカラーLEDの発車案内板が導入されていない駅などにおいては赤色で表示する場合もある。フルカラーLED装備の京成車は本線特急と区別するため、行先と交互に経由路線を表示する。

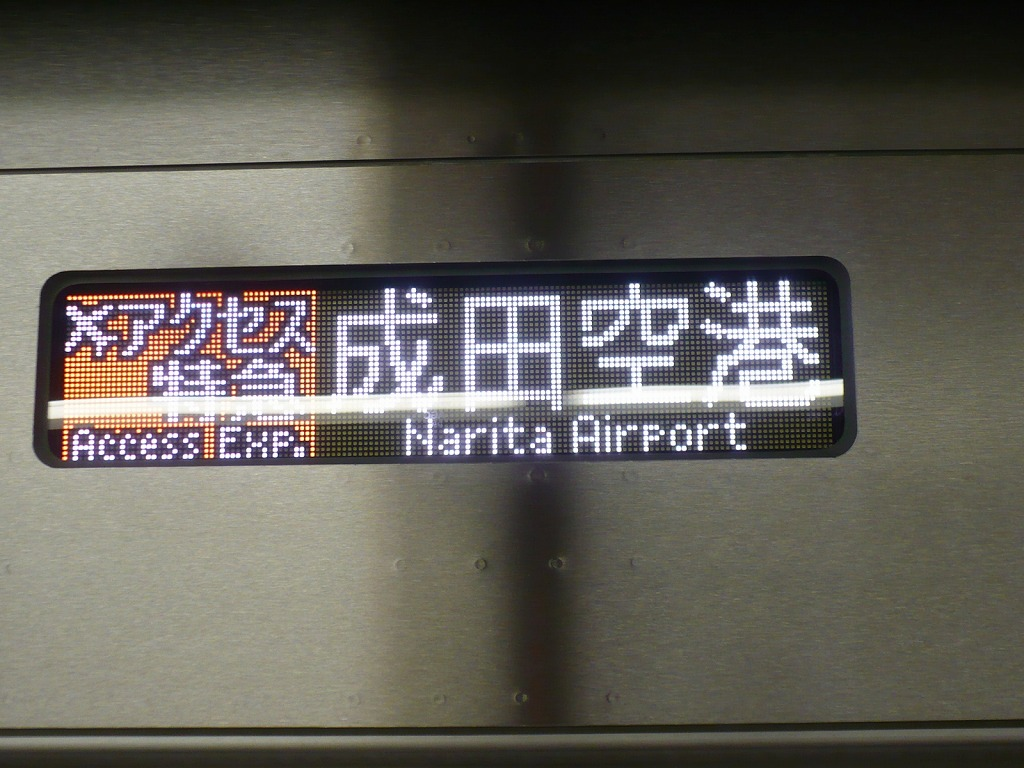
成田空港行 アクセス特急（京成車）（現在は飛行機マークの表示はない）
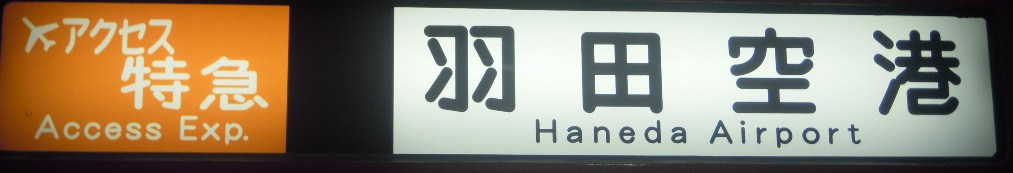
羽田空港行 アクセス特急（京急車）（現在は飛行機マークの表示はない）
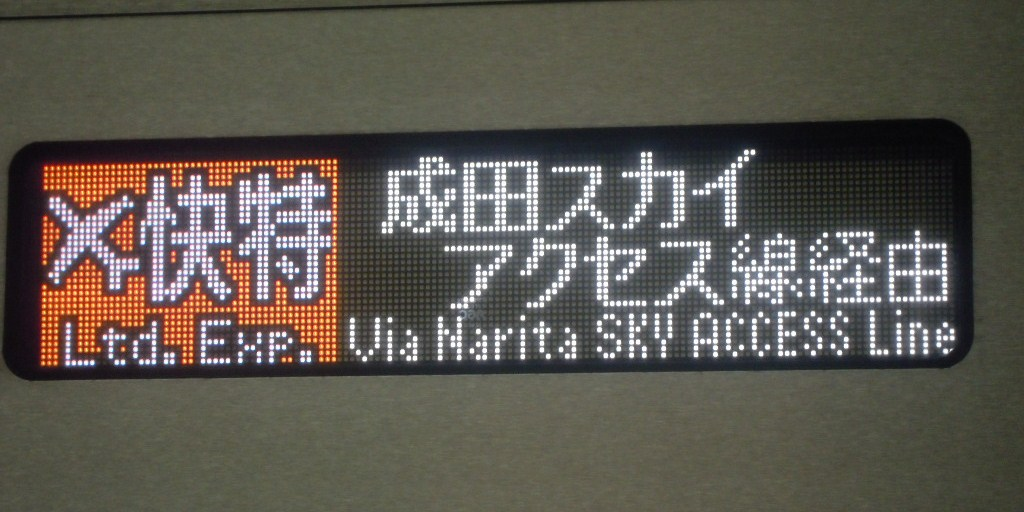
成田スカイアクセス線経由 エアポート快特 （経由路線表示）

#### 特急
一般車両による速達列車である。「スカイライナー」との区別のため、一部構内放送や車内放送では「普通特急」と呼ばれる場合がある。1991年3月19日のダイヤ改正による停車駅変更に伴い2代目通勤特急と本線において停車駅が全く同じになったため種別順位では2006年12月のダイヤ改正で「快速特急」が登場するまでは最上位速達列車であった。京成上野駅 - 成田空港駅間の所要時間は最速71分（1時間11分）で、日中は約40分間隔で運転されていたが、2022年2月改正で日中時間帯の運行がなくなった。
現行ダイヤでは以下の運行パターンがある。
京成上野駅発着
下りは京成上野駅発9時台までと平日は15時以降夕ラッシュ前までの時間帯と土休日は夜間に2本、上りは成田空港駅発朝ラッシュ後10時半までと平日は17時以降、土休日は18時以降の時間帯を中心に運転。基本的に京成上野駅 - 成田空港駅間で運転されるが、一部、京成成田駅発着や芝山千代田駅発着の列車もある。
押上線直通
いずれも平日のみの運転で、下りは夕ラッシュ時に西馬込駅発・羽田空港駅発で京成成田駅行き・成田空港駅行き・芝山千代田駅行きが、上りは成田空港駅発で西馬込駅行き・羽田空港行きが運転される。
京成上野駅 - 京成佐倉駅間では快特と同じ停車駅で、2006年12月10日のダイヤ改正で特急停車駅に大佐倉駅・京成酒々井駅・宗吾参道駅・公津の杜駅が加わって京成佐倉駅 - 成田空港駅間の各駅に停車するようになった。所要時間はダイヤ改正前の京成成田駅における3 - 4分の停車時間を短縮したため所要時間は従前と同等となっている。京成佐倉駅 - 成田空港駅間の各駅停車化はこの改正で日中の羽田空港発の快速（2010年7月17日改正より西馬込駅発着）が京成佐倉行きとなったためで、乗り入れる種別が特急しかなくなった京成佐倉駅 - 成田空港駅間の日中において、特急が各駅停車の役割も担うこととなった。
2006年12月9日までは日中時間帯に半数近くが京成高砂駅で「スカイライナー」の通過待ちをしていたが、翌10日より日中の通過待ちがなくなった。2010年5月16日より、日中の上野方面は宗吾参道駅で「スカイライナー」の通過待ちを行っていた。同年7月17日のダイヤ改正より「スカイライナー」が成田スカイアクセス線経由となり、それ以降は上下列車とも3本中1本が八千代台駅で「シティライナー」の通過待ちを行っていた。なお、過去（成田スカイアクセス線開通以前）には朝夕ラッシュ時に京成高砂駅・京成津田沼駅・八千代台駅・京成佐倉駅・宗吾参道駅・京成成田駅のいずれかの駅で「スカイライナー」の通過待ちを行っていた。
都営地下鉄1号線（現：浅草線）を介して京急線に乗り入れを開始する1968年より従前の急行を格上げする形で運行を開始した。なお、これ以前は座席指定制の「開運」号が唯一の特急列車であった（不定期をのぞく）。
種別カラーは赤色（各社局共通）。
- 停車駅の変遷（京成上野駅 - 京成成田駅間のみ掲載）
  - 1968年10月10日（特急の運行開始時）
    - 京成上野駅 - 日暮里駅 - 青砥駅 - 京成高砂駅 - 京成八幡駅 - 東中山駅 - 京成船橋駅 - 谷津遊園駅（現・谷津駅） - 京成津田沼駅 - 八千代台駅 - 京成佐倉駅 - 京成成田駅
    - 従前の急行を改称する形で設定。同時に京成八幡駅が停車駅に加えられ、初代急行が停車していた町屋駅・堀切菖蒲園駅は通過とされた（従前の準急を改称して同時に設定された2代目急行は停車）。

  - 1974年12月16日 - 京成小岩駅と勝田台駅が停車駅に加えられる。
  - 1985年10月19日 - 谷津駅が通過駅となる。
  - 1991年3月19日 - 京成小岩駅と東中山駅が通過駅となる
    - 但し、東中山駅は中山競馬場での中央競馬開催日（中でも特に混雑するGI競走[注 7]開催日）に限り、一部臨時停車する。

  - 2006年12月10日 - 大佐倉駅 - 公津の杜駅の各駅が停車駅に加えられる[6]。

上記のアクセス特急・特急の緩急行選別装置の番号対照表の番号は「6」で、「特急」と表記されている。

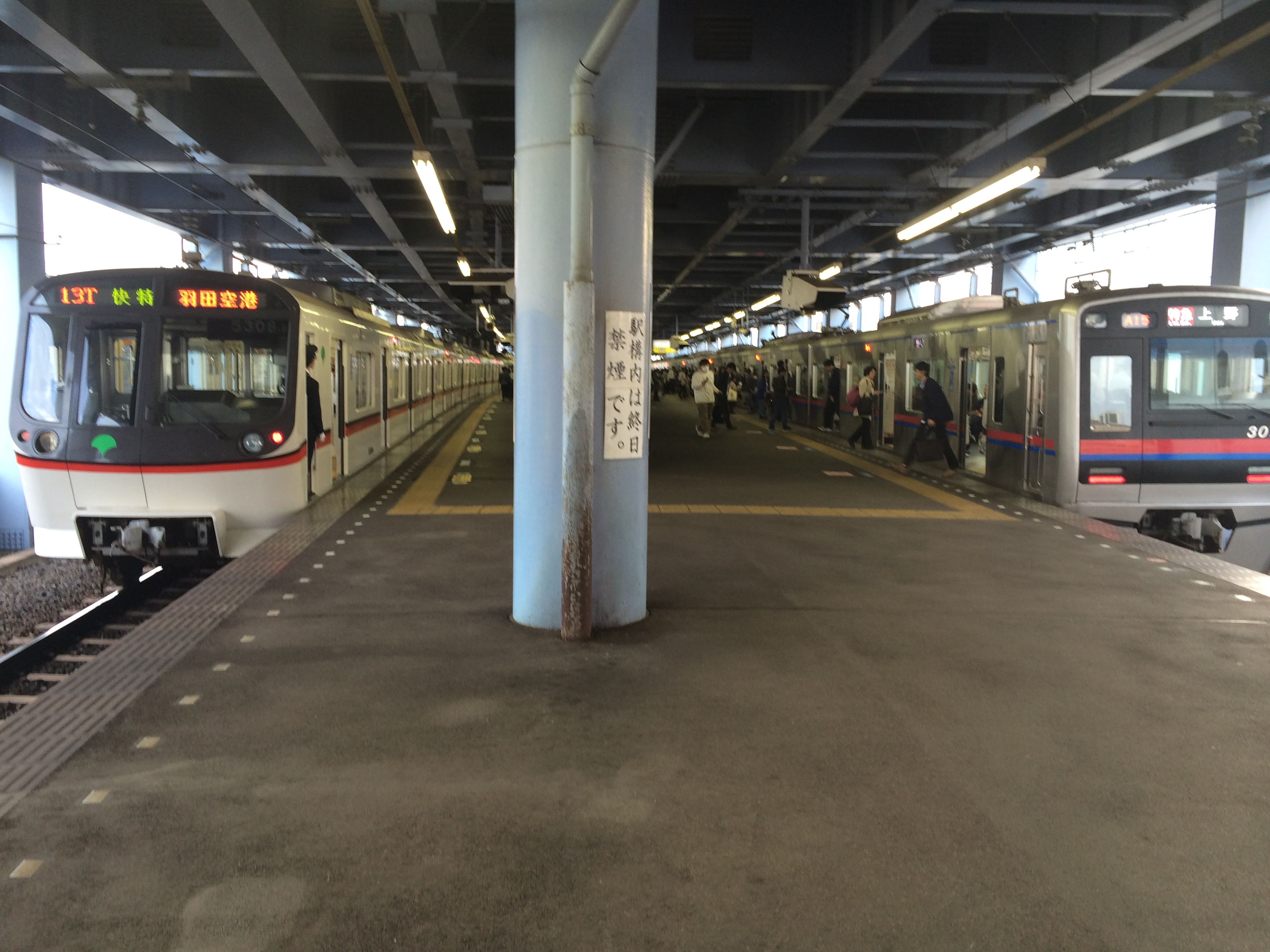
青砥駅での接続 右：京成本線 特急 上野行 左：押上線 快速特急 羽田空港行
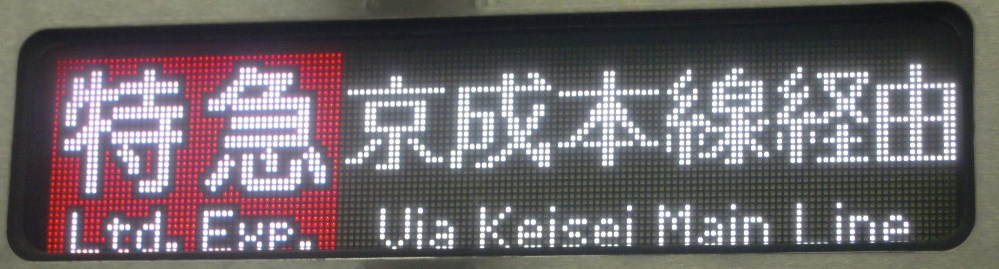
京成本線経由 特急（経由路線表示）

#### 通勤特急
2002年10月12日のダイヤ改正で再設定された列車種別である（3代目、後述）。京成上野駅・青砥駅 - 勝田台駅間の停車駅は快速特急・特急と同じで、勝田台駅 - 成田空港駅間は各駅に停車する。
現行ダイヤでは以下の運行パターンがある。

##### 京成上野行き
平日上りのみ運転。平日の朝ラッシュ時に京成成田駅・成田空港駅・芝山千代田駅発で運転される。

##### 京成押上線直通
いずれも平日のみの運転で、下りは夕ラッシュ時に羽田空港第1・第2ターミナル駅発で成田空港駅行きが、上りは朝に京成成田駅発で西馬込駅行きが1本のみ運転される。
2011年12月22日までの平日朝の下りでは京成上野発成田空港行き1本が運行されていた。
種別カラーは空色。ただし、フルカラーLEDの発車案内板が導入されていない駅などにおいては赤色で表示する場合もある。成田スカイアクセス線開業以前はオレンジ色だった。
緩急行選別装置の番号対照表の番号は「5」である。
京成成田および芝山千代田始発の「通勤特急」京成上野行き（8両編成）4本に対して、平日朝ラッシュ時の時間帯に女性専用車が設定されている。設定位置は進行方向最後尾車両（8両目）で、設定区間は芝山鉄道線区間を含めた京成上野駅までの全区間。設定対象列車の最後尾車両には「女性専用車」案内シールが貼付される。成田空港始発の列車には設定されていない。

#### 快速
2002年10月12日のダイヤ改正で運行を開始した、主に都営浅草線直通を担う準速達列車である。この快速は通勤特急と同じく3代目にあたる。
それ以前に運行されていた急行よりも停車駅が少ない。本線では、急行がかつて停車していた町屋駅・千住大橋駅（2010年のダイヤ改正で千住大橋駅が停車駅となった）・堀切菖蒲園駅・国府台駅・市川真間駅・谷津駅は通過とした。これにより京成上野駅 - 京成津田沼駅間では特急などとの停車駅の違いは京成小岩駅・東中山駅・船橋競馬場駅だけになり、ほぼ特急などと同等の所要時間となった。上位速達列車の追い抜きも京成上野駅 - 京成津田沼駅間ではほとんど見られなくなった。京成津田沼駅 - 成田空港駅間は各駅に停車する。登場当初から成田スカイアクセス線開業前までは押上線・都営浅草線を介しての羽田空港方面への直通（京急線内は快特運転）に充てられ、都営車と京成車が主体の運用で、わずかにかつての羽田空港駅 - 成田空港駅間の直通特急であったエアポート特急の名残で京急車による運用も存在する。京成上野・押上方面と京成佐倉・京成成田・成田空港方面を結ぶ列車の一部は、京成高砂駅まで京成高砂行きとして運転し、京成高砂を境に都心方面を普通、成田方面を快速として行先・種別の変更を行う。
現行ダイヤでは以下の運行パターンがある。
京成上野駅発着
日中、京成上野駅 - 京成佐倉駅間で40分間隔で運転。青砥駅で横浜方面快特（京成線内快速特急）と接続する。日中以外は宗吾参道駅、京成成田駅、成田空港駅、芝山千代田駅との間で少数運転されるほか、京成上野駅 - 京成高砂駅間のみの短区間運行となる列車もある。
京成押上線直通
日中、西馬込駅 - 成田空港駅間で20分間隔で運転。日中以外は京成佐倉駅、宗吾参道駅、京成成田駅、芝山千代田駅との間で少数運転される。一部は京急線へ直通し、羽田空港発着や三崎口発着も設定されている。
京成高砂駅 - 京成佐倉駅（発のみ）・京成成田駅（発のみ）・成田空港駅
平日は上り3本と下り1本、土休日は上り3本で、京成高砂発着の快速も運転されている。
2013年10月26日のダイヤ改正までは、都営浅草線より列車種別がエアポート快特となる上り（押上・羽田空港行き）列車について、種別幕を「（飛行機マーク）快速」として他の快速とは案内を分けていた。ただし、停車駅や正式な列車種別名は同じ「快速」であり、駅の時刻表では同じピンク色の文字で表記している駅もあった。また、（飛行機マーク）は都営線内での停車駅の差異を案内するためのものであるため、下り成田空港行きの列車に使用されることはなかった。
2006年12月10日のダイヤ改正からは、日中のみ羽田空港駅 - 京成佐倉駅間での運転となり、京成佐倉駅到着後、反対側の番線に成田空港駅発着の特急列車に連絡するダイヤになった。そのため、一部の京成佐倉行き列車の方向幕には「（成田空港方面）佐倉」と表示されていた。また、平日朝の一部と夜間に京成上野駅 - 京成高砂駅間の区間運転列車が新設された。夜間に運転される京成上野駅 - 京成高砂駅間の区間運転列車は青砥駅で都営浅草線からの列車に接続する。
2010年7月17日のダイヤ改正からは、京成上野駅発着列車が千住大橋駅に停車し、普通列車との接続が図られている。また、日中の羽田空港駅 - 京成佐倉駅間の快速（京急線内エアポート快特）と西馬込駅 - 京成高砂駅間の普通・急行の種別・行き先が変更され、快速は西馬込駅 - 京成佐倉駅間での運行とし、泉岳寺駅で同駅折り返しの京急線・横浜方面快特に接続する形態に改められた。またエアポート快速は早朝の宗吾参道発羽田空港行き1本のみ（京急線内エアポート快特）となった。また、京成線急行の廃止を受け、平日に北総線で運行される急行のほぼ全列車については、京成線内種別が快速となった。なお、この改正で京急車による運用は平日数本の京成高砂駅 - 都営線間の列車のみとなったが、2015年12月7日ダイヤ改正で平日2往復のみ京成高砂以東の定期列車が設定された。2015年12月7日改正では、京成高砂発京成佐倉行きと京成佐倉発三崎口行き（京急線内特急）のほか、西馬込駅 - 京成佐倉駅間の1往復についても京急車による運用が設定された。京急車におけるこれらの京成高砂以東の本線運用は、アクセス特急と同様に当初は原則として600形と新1000形10次車以降に限定されていたが、ダイヤ乱れ等が発生した場合は1500形や新1000形9次車以前の車両が代走で入線することはあり、現在では1500形と新1000形9次車以前の車両も定期運用として京成高砂以東の本線に入線する。
2019年10月のダイヤ改正で日中の列車の半数が成田空港発着に延長され、2022年2月のダイヤ改正から日中全ての列車が成田空港発着に統一された。
種別カラーはピンク色。ただし、フルカラーLEDの発車案内板や行先表示器が導入されていない駅や車両などにおいては赤色・緑色で表示する場合もある。また、エアポート快速はフルカラーLEDの場合緑地に白字で表示される。
緩急行選別装置の番号対照表の番号は「4」である。

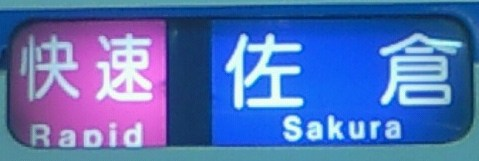
快速 京成佐倉行
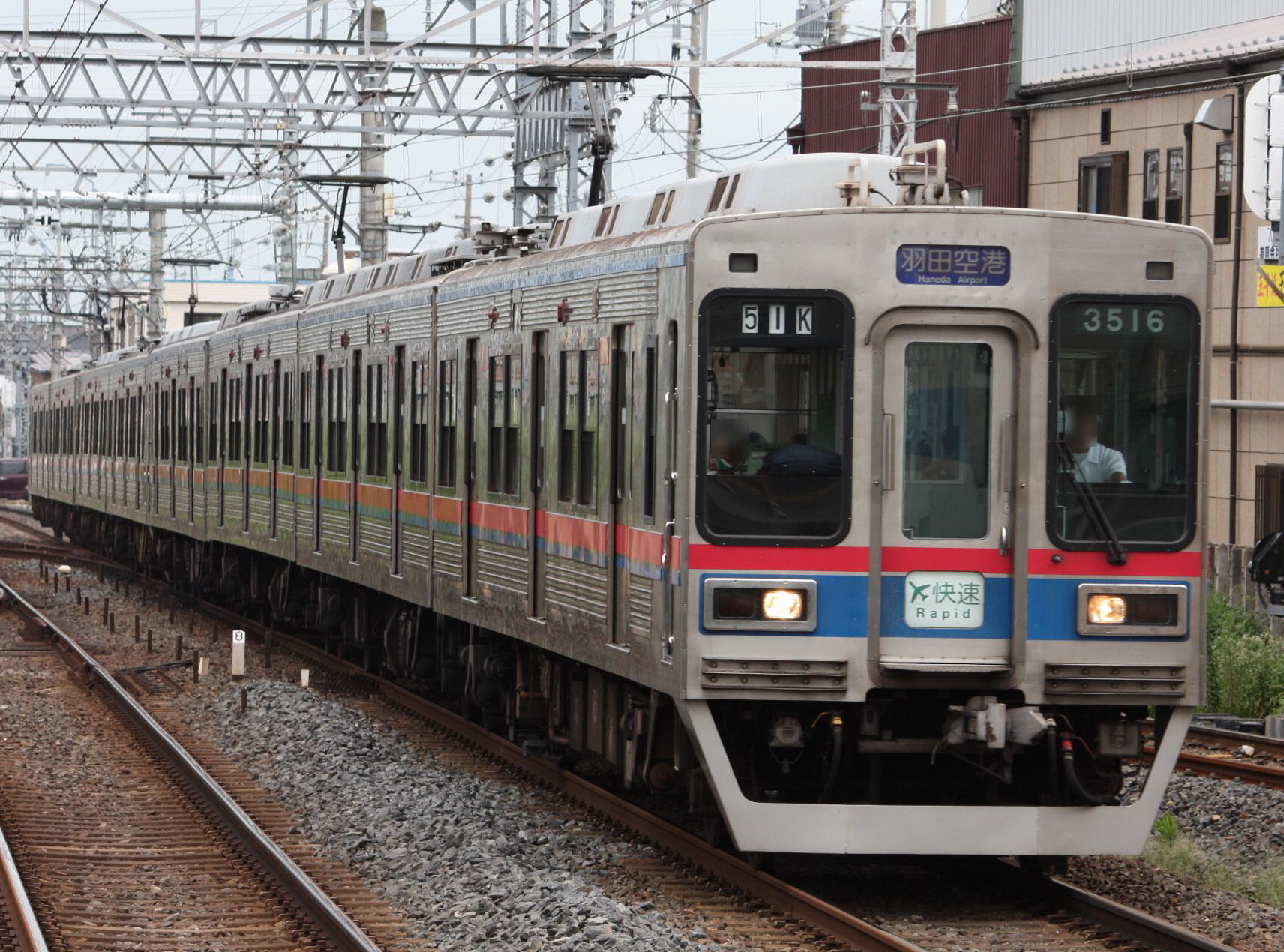
2013年10月までは浅草線内エアポート快特運転の快速は（飛行機マーク）快速と表示されていた
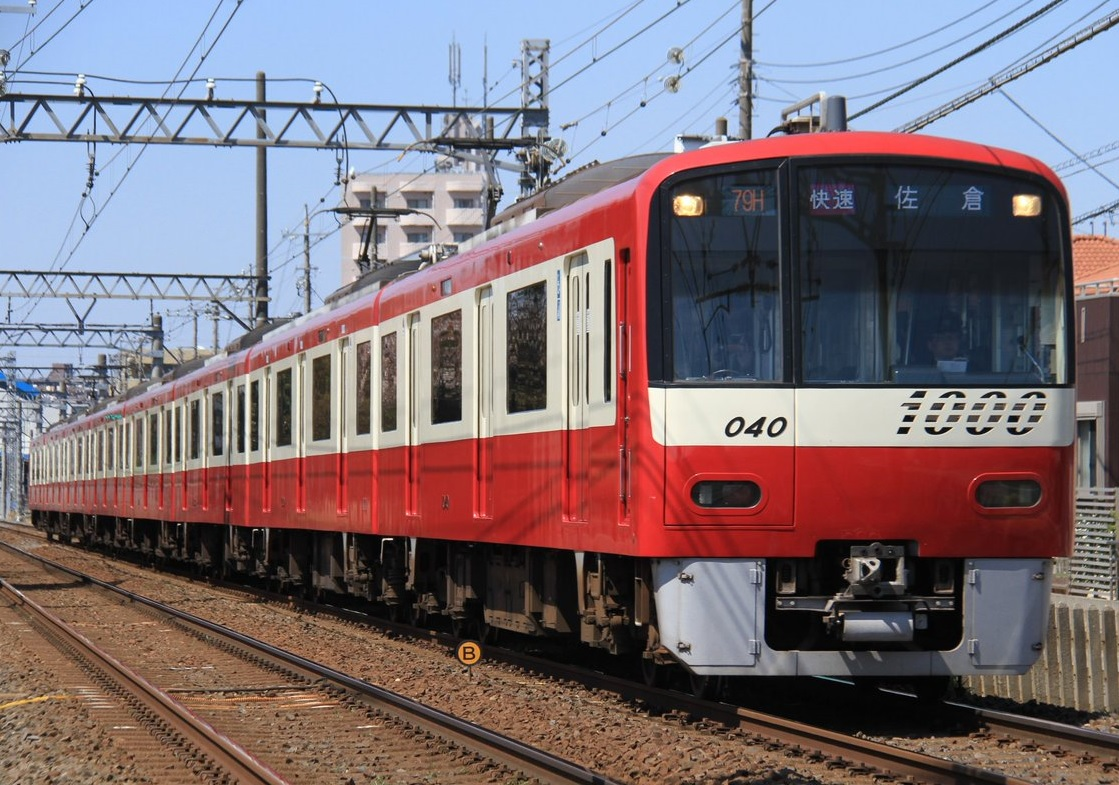
京急などの他社車両による快速

#### 普通
各駅に停車する。普通列車では京成押上線 - 京成小岩駅以南への直通系統は存在しないため、本節では本線系統のみ記載する。
日中は京成上野駅 - 京成津田沼駅・京成臼井駅で運転されるが、それ以外の時間帯は京成佐倉駅・京成成田駅・成田空港駅・芝山千代田駅・千葉中央駅・ちはら台駅発着でも運転される。出入庫時は京成高砂駅・宗吾参道駅発着で運転されるほか、1日1往復のみ京成大和田駅発着の列車も存在する。一部の列車は京成上野駅 - 京成高砂駅間で普通として運転し、京成高砂で行先・種別を変更した上で京成本線の快速や成田スカイアクセス線経由のアクセス特急として運行されている。
基本的に6両編成で運転される。これは京成高砂駅 - 京成津田沼駅間の快速通過駅である京成中山駅と海神駅のホーム有効長が6両以下であるためである。なお、京成上野駅 - 京成高砂駅間及び宗吾参道駅 - 成田空港駅・芝山千代田駅間の一部の普通は出入庫などの間合い運用で8両で運転されている。
2007年12月2日のダイヤ改正から土休日昼間の京成上野駅 - 京成津田沼駅間の普通が6両編成化された。臨時列車として「佐倉ふるさと広場」で佐倉・印旛沼国際花火大会（現・佐倉市民花火大会）が行われる時には京成臼井発八千代台行き（過去には京成津田沼行きも）の普通が8両編成で走る。近年は停車が4両編成に限定されていた博物館動物園駅が廃止されたことや6両編成の3000形の増備、4両編成の3500形・3300形の営業運転終了、4両編成で運行される金町線直通列車の廃止などにより、6両編成の列車が増加傾向にある。2018年12月のダイヤ改正では京成上野駅発着では4両編成の定期列車が消滅し、同改正で残っていた宗吾参道駅 - 京成成田駅間の営業運行も2022年11月のダイヤ改正で消滅したため、京成本線から4両編成での営業列車は消滅した。
なお、行商専用列車が1982年2月に廃止後、朝の上り列車に成田寄り1両を指定して行商専用車が設定され、末期には京成上野行き普通1本に残存していたが2013年3月29日をもって廃止された。
快速が京成佐倉駅発着になった2007年以降の正月期間や1月上旬には日中を中心に一部の京成臼井行き列車が京成成田行きとして延長運転されている。
種別表示や肉声放送・車内自動放送は「普通」であるが、駅の接近自動放送では基本的に「各駅停車」と案内する。種別カラーは黒色。ただし、フルカラーLEDの発車案内板や行先表示器が導入されていない駅や車両などにおいてはオレンジ色で表示する場合もある。緩急行選別装置の番号対照表の番号は「1」である。

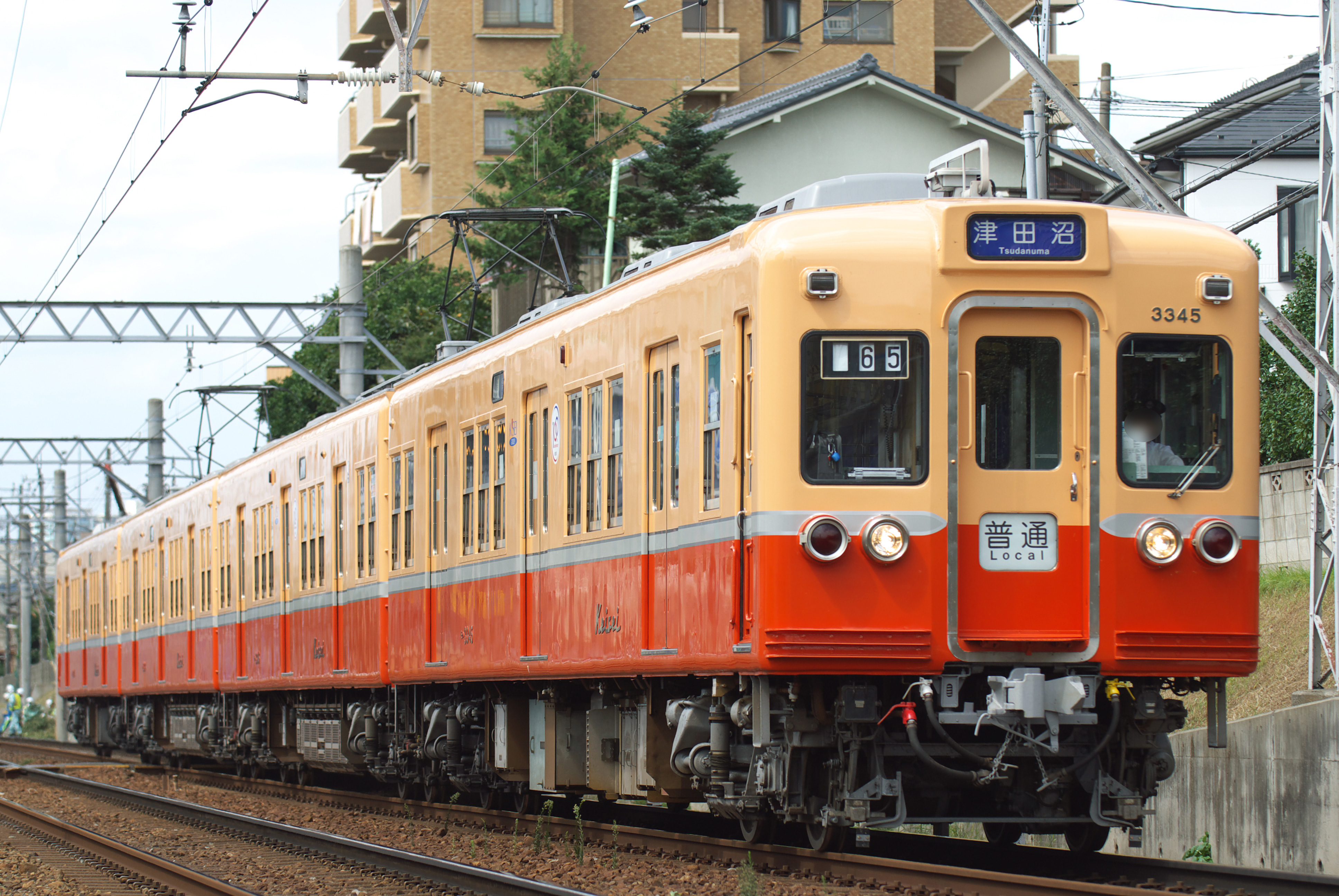
本線系統の4両編成の普通（宗吾参道以西は2018年12月以降廃止）
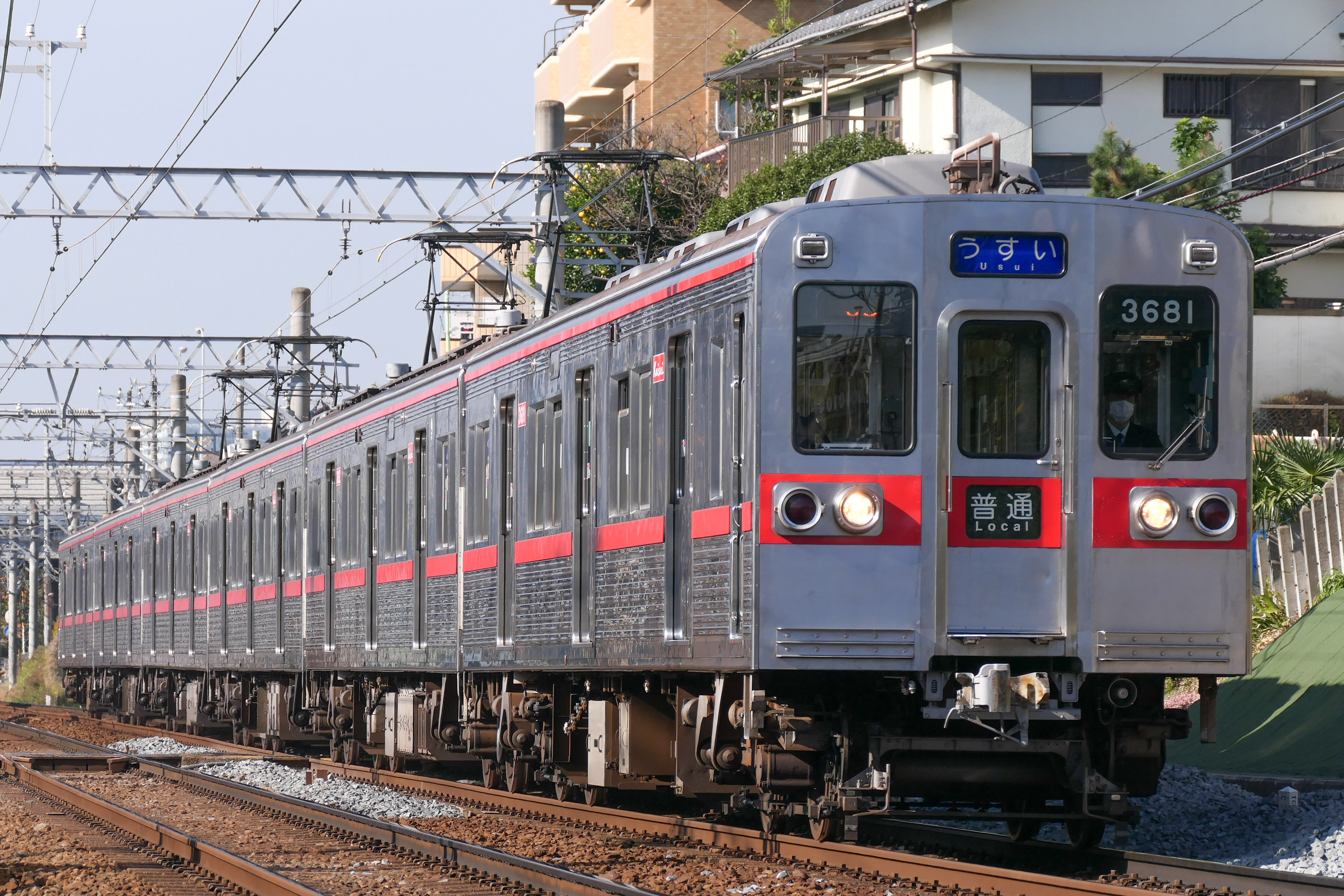
ホーム有効長の関係で6両編成で運行される普通
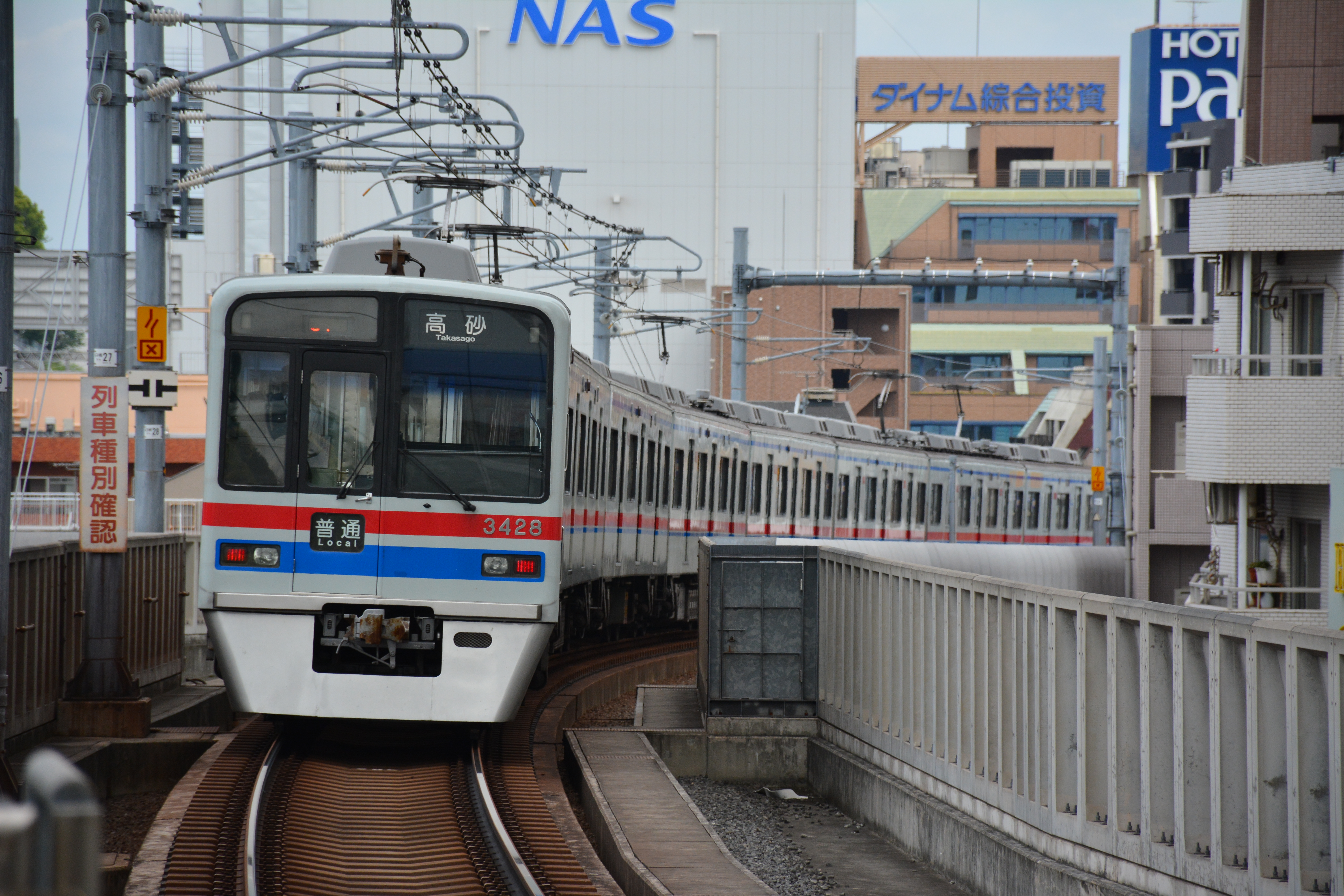
日暮里駅付近を走行する3400形8両編成による普通。京成上野駅 - 京成高砂駅間・宗吾参道駅 - 成田空港駅間・京成成田駅 - 芝山千代田駅間では、ごく一部のみだが8両編成の普通も存在する。

### 過去の列車種別

#### 急行
2002年10月12日のダイヤ改正の前までは、京成本線・押上線で急行が運転されていた。停車駅は現在の快速の停車駅に町屋・堀切菖蒲園・国府台・市川真間・谷津を加えたものであった。朝晩は主に上野直通、日中は主に押上線方面直通であり、下り列車で成田空港に乗り入れる列車は少なく、主に京成成田・東成田行きがほとんどであった。2002年のダイヤ改正で、本線内のみの急行は快速に置き換えられて廃止となった。その後も押上線では2010年7月17日の成田スカイアクセス線開業に伴うダイヤ改正まで存続したが、こちらについては「京成押上線#過去の列車種別」を参照。
1968年11月10日の改正で、それ以前の上野系統の初代急行は特急に格上げされ、同改正で準急に代って2代目急行が新設された。初代通勤特急廃止の1974年12月16日までは2002年10月12日改正前よりも停車駅は少なく、上野系統と浅草線直通系統で一部停車駅が異なっていた。急行表示板も2種類あり、前者は逆台形に「急行」表示、後者は丸地に「急」表示であった。なお1963年頃には丸に2本の線入りの「急」表示のものも存在した。1983年10月1日ダイヤ改正で都営浅草線車両による急行が京成佐倉駅まで乗り入れるようになった際には、誤乗防止の観点から前面貫通扉に内側から「急行」の表示を吸盤で貼付けていた。都営車の乗り入れは、後に東成田駅までに拡大されたが、1998年11月18日ダイヤ改正時に急行表示板は廃止された。
緩急行選別装置の番号対照表の番号は末期には「3」（快速設定前は「4」）であった。

#### エアポート特急
2002年までエアポート快特（エアポート特急を含む）は京成線内では「特急」として運転され羽田空港方面・成田空港方面とも「（飛行機マーク）特急」と表示されていたが、これ以外に京成上野駅 - 成田空港駅間の特急も「（飛行機マーク）特急」とされており、京成線内のほとんどの特急が「（飛行機マーク）特急」となっていた。単に飛行機マークのない「特急」とされたのは都営浅草線西馬込 - 成田空港間の特急（都営線内は各駅に停車）と京成佐倉止まりなど主に成田空港発着でない特急のみであった。
この飛行機マーク付きの特急は青砥駅・京成高砂駅発着であったエアポート特急およびエアポート快特に接続する京成上野駅 - 京成高砂駅間の特急列車にも適用された。

#### 通勤特急（初代・2代）
1960年代後半 - 1974年12月16日と、1985年10月19日より1998年11月18日（以下2代目）のダイヤ改正まで運行されていた。
初代の通勤特急の投入当時の停車駅は、2006年12月9日までの特急停車駅に京成小岩駅、東中山駅および押上線京成曳舟駅、京成立石駅を加えたものであった。しかし、初代は列車種別整理のため「特急」に統合される形で廃止された。この時の種別板は丸に青縁取りで「特急」であった。
1985年10月19日に通勤ラッシュ時の都営浅草線への速達化を図るため、通勤特急が再登場した。再登場時の特急停車駅はすでに初代通勤特急の停車駅と同じであったため、2代目通勤特急は京成小岩駅・東中山駅・京成曳舟駅・京成立石駅は通過となった。
1991年3月19日に京成本線内の特急の停車駅が現在の快速特急と同じとなり「特急」は上野方面直通、2代目「通勤特急」は押上線・都営浅草線方面直通で運行（通勤ラッシュ時のみ）されていた。
1998年11月18日の京急線羽田空港駅開業に伴うダイヤ改正で、通勤ラッシュ時以外にも押上線・都営浅草線・京急線直通の特急が運行されるようになった。この時に押上線に定められていた特急停車駅から京成曳舟駅・京成立石駅が外れ「通勤特急」と種別を区別する意義がなくなったことから通勤特急という名前から"通勤"の文字が消えて「特急」に統合され、この2代目「通勤特急」は消滅した。

#### 通勤急行（旧称：通勤準急）
1960年代後半 - 1974年12月16日に朝晩通勤ラッシュ時に上野系統で運行された種別。当初は通勤準急という名称であったが、1968年11月に準急が廃止され急行の停車駅が増えたために通勤急行に改称された。停車駅は2002年10月12日改正前の急行停車駅から谷津遊園（現：谷津）とセンター競馬場前（現：船橋競馬場）をのぞいた設定であった。初代通勤特急同様、列車種別整理のため急行に統合され消滅。種別板は通勤準急時代は菱に縦書きで「準急」通勤急行格上げ後は菱に「通急」。

#### 快速（初代・2代）
初代快速は1960年代前半頃に京成上野駅 - 京成成田駅間で夕方ラッシュ時への移行期に運行されていた。前述した通勤準急→通勤急行の前身で停車駅は同じである。種別板は菱に「快速」。
2代目快速は1968年頃 - 1974年12月16日に日中に京成上野 - 千葉系統で運行されていた。停車駅は京成上野・日暮里・町屋・堀切菖蒲園・青砥（この間各駅停車）京成津田沼・京成幕張・京成稲毛・みどり台・国鉄千葉駅前（現・京成千葉）・京成千葉（現・千葉中央）。列車種別整理のため普通に格下げされた。種別板は楕円に横書きの「快速」。

#### 準急
1968年11月9日まで運転されていた。停車駅は京成上野・日暮里・町屋・堀切菖蒲園・青砥・京成高砂・市川真間・京成八幡・東中山・京成船橋・センター競馬場前（現・船橋競馬場）から先終点までの各駅。急行の停車駅増加により消滅した。種別板は丸に「準急」。
緩急行選別装置の番号対照表の番号は「2」であった。

## 歴史
開業時は、起点が京成上野駅ではなく、現在の押上線の押上駅だった。後に、筑波高速度電気鉄道の所有する免許を取得し、日暮里駅開業時に起点が現在の京成上野駅方面へ変更された。
- 1912年（大正元年）11月3日 （押上 - ）曲金（現・京成高砂） - 伊予田（現・江戸川）間が開業。軌間1372 mm。
- 1913年（大正2年）6月26日 曲金駅を高砂駅（現・京成高砂駅）に改称。
- 1914年（大正3年）
  - 8月30日 江戸川 - 市川新田（現・市川真間）間が開業。市川駅（元・伊予田駅）を江戸川駅に改称。
  - 12月11日 市川鴻の台駅を市川駅（現・国府台駅）に改称。
- 1915年（大正4年）11月3日 市川新田 - 中山（現・京成中山）間が開業。
- 1916年（大正5年）
  - 2月9日 菅野駅開業。
  - 6月 市川新田駅を市川真間駅に改称。
  - 12月30日 中山 - 船橋（現・京成船橋）間が開業。
- 1919年（大正8年）10月25日 海神駅開業[12]。
- 1921年（大正10年）
  - 4月6日 市川駅を市川国府台駅に改称。
  - 7月17日 船橋 - 津田沼（現・京成津田沼）間が開業。
- 1926年（大正15年）
  - 12月9日 津田沼 - 酒々井（現・京成酒々井）間が開業。
  - 12月24日 酒々井 - 成田花咲町（仮）間が開業。
- 1927年（昭和2年）8月21日 花輪駅（現・船橋競馬場駅）開業。
- 1928年（昭和3年）
  - 3月18日 志津駅開業。
  - 4月1日 宗吾駅（現・宗吾参道駅）開業。
  - 11月1日 青砥駅開業。
- 1930年（昭和5年）4月25日 成田花咲町（仮） - 成田（現・京成成田）間が開業。成田花咲町（仮）駅廃止。中山競馬･千葉県観光案内地図（昭和5年）　押上から成田までの路線が表示されている
- 1931年（昭和6年）

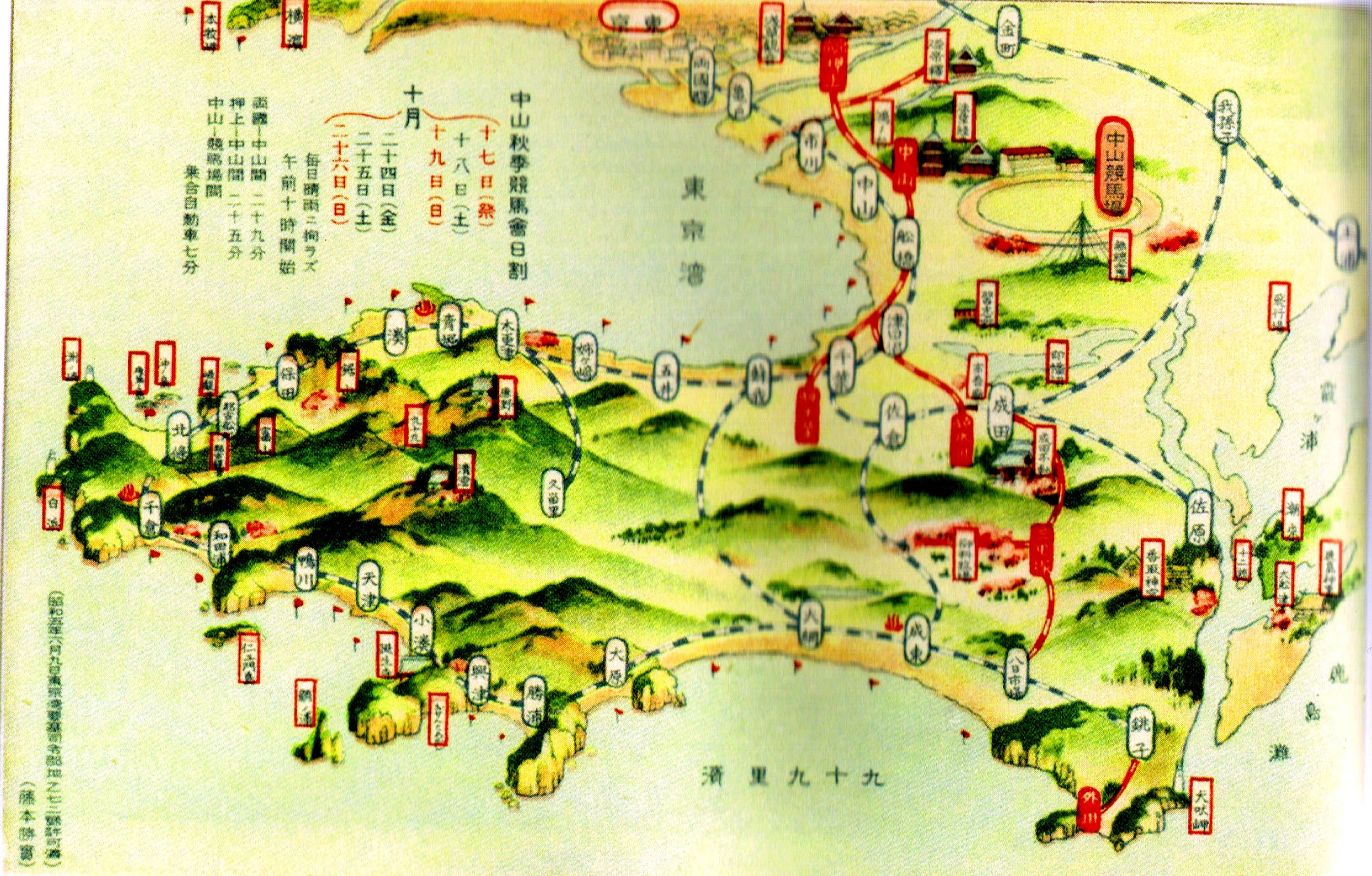
中山競馬･千葉県観光案内地図（昭和5年）　押上から成田までの路線が表示されている

  - 11月18日 以下の駅を「京成」を冠した駅名に改称。
    - 高砂駅・中山駅・船橋駅・花輪駅・津田沼駅・大久保駅・大和田駅・臼井駅・佐倉駅・酒々井駅・成田駅

  - 12月19日 日暮里 - 青砥間が開業。
- 1932年（昭和7年）5月15日 京成小岩駅開業。
- 1933年（昭和8年）12月10日 上野公園（現・京成上野） - 日暮里間が開業。
- 1934年（昭和9年）4月18日 道灌山通駅開業。
- 1935年（昭和10年）
  - 6月1日 西千住駅開業。
  - 8月3日 中山鬼越駅（現・鬼越駅）開業。
  - 10月4日 （臨）中山競馬場駅開業。
- 1936年（昭和11年）4月10日 谷津海岸駅を谷津遊園駅に改称。
- 1939年（昭和14年） 谷津遊園駅を谷津海岸駅に改称。
- 1942年（昭和17年）
  - 8月15日 八幡駅廃止。
  - 11月1日 新八幡駅を京成八幡駅に改称。
- 1943年（昭和18年）
  - 2月1日 中山鬼越駅を鬼越駅に改称。
  - 10月 寛永寺坂駅・道灌山通駅・西千住駅が休止。
- 1944年（昭和19年） 上野公園（現・京成上野） - 京成成田間を本線、押上 - 青砥間を押上線とする[要検証 – ノート]。
- 1945年（昭和20年）
  - 2月20日 全線を軌道法による軌道から地方鉄道法による鉄道に変更。
  - 6月10日 上野公園 - 日暮里間が休止。
  - 10月1日 上野公園 - 日暮里間が営業再開。博物館動物園駅・寛永寺坂駅は休止継続。
- 1946年（昭和21年）11月1日 寛永寺坂駅営業再開。
- 1947年（昭和22年）
  - 2月28日 休止していた日暮里 - 新三河島間の道灌山通駅、町屋 - 千住大橋間の西千住駅廃止。
  - 8月21日 寛永寺坂駅休止。
- 1948年（昭和23年）4月1日 市川国府台駅を国府台駅に、谷津海岸駅を谷津遊園駅に改称。
- 1950年（昭和25年）7月5日 京成花輪駅を船橋競馬場駅に改称。
- 1951年（昭和26年）7月1日 宗吾駅を宗吾参道駅に改称。
- 1953年（昭和28年）
  - 2月23日 休止していた博物館動物園 - 日暮里間の寛永寺坂駅廃止。
  - 5月1日 上野公園駅を京成上野駅に改称。休止していた博物館動物園駅営業再開[13]。
  - 9月1日 （臨）中山競馬場駅を常設駅とし、東中山駅開業。
- 1956年（昭和31年）3月20日 八千代台駅開業。
- 1959年（昭和34年）
  - 10月14日 宗吾参道 - 京成成田間を標準軌（1435 mm軌間）に改軌。
  - 10月18日 鹿島川専用乗継場 - 宗吾参道間を標準軌に改軌。京成臼井 - 京成佐倉間に鹿島川専用乗継場開設。
  - 10月21日 京成大和田 - 鹿島川専用乗継場間を標準軌に改軌。鹿島川専用乗継場廃止。
  - 10月25日 京成津田沼 - 京成大和田間を標準軌に改軌。
  - 10月29日 東中山 - 京成津田沼間を標準軌に改軌。
  - 11月5日 京成高砂 - 東中山間を標準軌に改軌。
  - 11月17日 お花茶屋 - 京成高砂間を標準軌に改軌。
  - 11月23日 日暮里 - お花茶屋間を標準軌に改軌。
  - 11月30日 京成上野 - 日暮里間を標準軌に改軌し、標準軌化完成。
- 1963年（昭和38年）12月1日 船橋競馬場駅をセンター競馬場前駅に改称。
- 1968年（昭和43年）5月1日 勝田台駅開業。
- 1970年（昭和45年）8月25日 お花茶屋 - 青砥間の国道6号と交差する地点が高架化[14]。
- 1973年（昭和48年）
  - 6月16日 京成上野 - 日暮里間が休止。京成上野駅改装工事（1976年7月完成）のため。
  - 12月16日 京成上野 - 日暮里間が営業再開。
  - 12月30日 「スカイライナー」運行開始。
- 1978年（昭和53年）5月21日 新東京国際空港開港に合わせ、京成成田 - 成田空港（現在の東成田）間が開業（現・東成田線）。
- 1979年（昭和54年）10月18日 京成上野駅、高砂車庫、宗吾車庫に留置していた「スカイライナー」からそれぞれ出火。中核派が犯行声明を出した[15]。
- 1982年（昭和57年）
  - 3月12日 行商専用列車が廃止され、上り列車2本の成田空港より最後尾の車両が行商専用車に指定される[10]。
  - 11月1日 ユーカリが丘駅開業[10]。
- 1984年（昭和59年）11月24日 谷津遊園駅を谷津駅に改称。
- 1985年（昭和60年）8月12日 青砥 - 京成高砂間複々線化。
- 1987年（昭和62年）4月1日 葛飾駅を京成西船駅に、センター競馬場前駅を船橋競馬場駅に改称。
- 1991年（平成3年）3月19日 駒井野分岐点 - 成田空港間が開業（施設保有は成田空港高速鉄道）。京成成田 - 東成田（旧・成田空港）を東成田線とする（京成成田 - 駒井野分岐点間は本線と重複）。
- 1992年（平成4年）12月3日 空港第2ビル駅開業[16]。
- 1994年（平成6年）4月1日 宗吾参道 - 京成成田間を経路変更。公津の杜駅開業[17]。
- 1997年（平成9年）4月1日 京成上野 - 日暮里間の博物館動物園駅が休止[13][18]。
- 2004年（平成16年）4月1日 博物館動物園駅が廃止[13]。
- 2006年（平成18年）11月25日 海神 - 船橋競馬場間の複線高架完成。京成船橋駅・大神宮下駅が上下とも高架化。
- 2009年（平成21年）
  - 10月3日 日暮里駅下り線が高架化されホームが上下線別に分離（上りは1階、下りは3階）。
  - 11月14日 空港第2ビル駅のホームが島式になる（上下線共用→下り線に変更・上り線新設）。駒井野信号場 - 空港第2ビル間複線化。
- 2010年（平成22年）
  - 7月5日 金町線京成高砂駅付近の高架化に伴うダイヤ改正により、本線と金町線の直通運転が廃止。
  - 7月17日 成田スカイアクセス線開業に伴うダイヤ改正により、本線の運転系統が見直される[7]。「スカイライナー」・京急空港線羽田空港発着の直通列車の大半が成田スカイアクセス線経由となり、本線からの都営浅草線直通列車の大半が西馬込発着に変更される[7]。押上線方面の急行が廃止、「シティライナー」とアクセス特急が新設され、従前「スカイライナー」が停車していた京成船橋駅・京成成田駅は「シティライナー」の停車駅となる[7]。また、千住大橋駅が快速の停車駅に、青砥駅が「シティライナー」の停車駅となる[7]。
- 2011年（平成23年）
  - 3月11日 東北地方太平洋沖地震（東日本大震災）が発生。都営地下鉄浅草線・京急線・北総鉄道北総線・芝山鉄道線との相互直通運転および「スカイライナー」「シティライナー」「イブニングライナー」の運転が休止。
  - 3月12日 運行再開。ただし、京急線・泉岳寺 - 品川間の閉鎖に伴い、同線への直通運転は中止（13日より再開）。またユーカリが丘 - 京成臼井間で線路の変形が確認されたため、応急処置を施した上、同区間を徐行運転。
  - 3月14日 震災による電力供給逼迫のため、東京電力が輪番停電（計画停電）を実施。これに伴い、この日から都営地下鉄浅草線・京急線・北総鉄道北総線・芝山鉄道線との相互直通運転および「スカイライナー」「シティライナー」「モーニングライナー」「イブニングライナー」の運転が休止。
  - 3月 京急線・都営地下鉄・北総鉄道北総線との相互直通運転を再開。
  - 3月16日 「スカイライナー」「モーニングライナー」「イブニングライナー」の運転を再開。
  - 4月11日 3月11日の地震の余震とみられる巨大地震が発生したため、「スカイライナー」「モーニングライナー」「イブニングライナー」の運転が休止（翌日運行再開）。
  - 9月10日 「シティライナー」の運転を京成上野 - 京成成田間で再開。
  - 12月23日 ユーカリが丘 - 京成臼井間の徐行運転が解除され、すべての一般列車の運転を再開。
- 2013年（平成25年）
  - 10月16日 - 台風26号の影響で、京成成田駅1番線脇で土砂崩れ発生[19]。宗吾参道 - 成田空港・芝山千代田間が終日運転見合わせとなる。
- 2014年（平成26年）
  - 6月7日 京成高砂 - 八千代台間が1号ATSからC-ATSに更新され、全線がC-ATSに[20]。

## 利用状況
2023年度の朝ラッシュ時最混雑区間は大神宮下 → 京成船橋間であり、ピーク時（7:20 - 8:20）の混雑率は 104%である。
当路線は市川真間駅 - 京成津田沼駅で東日本旅客鉄道（JR東日本）総武線と競合している。この区間では総武線が所要時間・行先等で圧倒的に有利であり、都心から京成船橋以東へ向かう乗客は総武線との乗り換えに適した京成船橋駅から乗車することが多い。また、青砥以西のアクセスも都営地下鉄浅草線に直通する京成押上線が便利であり、押上駅の乗降人員は京成上野駅と日暮里駅を合算した乗降人員よりも多く、運行頻度も多い。
そのため、山手線に接続する都心側のターミナル駅である京成上野駅・日暮里駅手前よりも、郊外側のターミナル駅である京成船橋駅手前のほうがラッシュ時の輸送人員が多く、混雑率も高いという特徴をもつ。しかし1996年に東葉高速鉄道東葉高速線が開業して勝田台駅以西が競合路線となった後は、最混雑区間のピーク1時間あたりの輸送人員が3万人を割り込んだ。その後は都心回帰の動きが強まり、輸送人員の減少と混雑率の低下が続いている。
2023年度の一日平均通過人員は青砥 - 京成高砂間が244,051人であり、この区間が京成線全線で最も通過人員が多い。青砥駅で押上線に、京成高砂駅で北総線に分岐するが、それぞれの路線に直通しているためこの区間は運行密度が非常に高く、京成線唯一の複々線区間となっている。次いで一日平均通過人員が多いのは京成津田沼 - 京成大久保間であり、181,693人である。京成船橋 - 京成津田沼間の各駅は一日平均通過人員が17万人を越えており、都心に最も近い京成上野 - 青砥間の各駅よりも通過人員は多い。日暮里 - 青砥間の一日平均通過人員は13万人程度、京成高砂 - 京成八幡間の一日平均通過人員は11万人程度、京成八幡 - 京成船橋間の一日平均通過人員は12万人程度でそれぞれ横ばいである。
京成津田沼駅より東側に進むにつれて一日平均通過人員は漸減するが、成田空港のアクセス路線であることから郊外側も一定の需要があり、公津の杜 - 京成成田間の一日平均通過人員は47,744人である。京成上野駅から60km程度離れているが、この区間の通過人員は京成上野 - 日暮里間の45,086人よりも多い。最も一日平均通過人員が少ないのは空港第2ビル - 成田空港間で、13,079人である。
近年の輸送実績を下表に記す。表中、最高値を赤色で、最高値を記録した年度以降の最低値を青色で、最高値を記録した年度以前の最低値を緑色で表記している。
| 年度               | 最混雑区間（大神宮下 → 京成船橋間）輸送実績 | 最混雑区間（大神宮下 → 京成船橋間）輸送実績 | 最混雑区間（大神宮下 → 京成船橋間）輸送実績 | 最混雑区間（大神宮下 → 京成船橋間）輸送実績 | 特記事項                                                             |
| 年度               | 運転本数：本                                | 輸送力：人                                  | 輸送量：人                                  | 混雑率：%                                   | 特記事項                                                             |
| ------------------ | ------------------------------------------- | ------------------------------------------- | ------------------------------------------- | ------------------------------------------- | -------------------------------------------------------------------- |
| 1955年（昭和30年） | 15                                          | 3,892                                       | 8,547                                       | 220                                         | 最混雑区間は新三河島→日暮里間                                        |
| 1965年（昭和40年） | 20                                          | 9,233                                       | 20,269                                      | 220                                         |                                                                      |
| 1968年（昭和43年） | 18                                          | 9,906                                       | 20,798                                      | 210                                         | 1969年3月29日、営団地下鉄東西線全線開業                              |
| 1969年（昭和44年） | 19                                          | 9,906                                       | 20,536                                      | 207                                         | 1969年12月20日、営団地下鉄千代田線開業                               |
| 1970年（昭和45年） | 19                                          | 11,176                                      | 19,835                                      | 177                                         |                                                                      |
| 1971年（昭和46年） | 19                                          | 11,176                                      | 18,285                                      | 164                                         |                                                                      |
| 1972年（昭和47年） |                                             | 10,414                                      | 17,323                                      | 166                                         | 1972年7月15日、総武快速線開業                                        |
| 1973年（昭和48年） | 20                                          | 13,132                                      | 28,100                                      | 214                                         | 最混雑区間を大神宮下→京成船橋間に変更                                |
| 1974年（昭和49年） | 20                                          | 13,132                                      | 30,180                                      | 230                                         | 1974年12月16日、列車種別を「スカイライナー」・特急・急行・普通に整理 |
| 1975年（昭和50年） | 20                                          | 13,386                                      | 30,440                                      | 227                                         |                                                                      |
| 1976年（昭和51年） | 20                                          | 13,716                                      | 31,160                                      | 227                                         |                                                                      |
| 1977年（昭和52年） | 20                                          | 13,716                                      | 30,690                                      | 224                                         |                                                                      |
| 1978年（昭和53年） | 20                                          | 13,716                                      | 30,050                                      | 220                                         | 1979年3月1日、8両編成運転開始                                        |
| 1979年（昭和54年） | 20                                          | 14,478                                      | 29,580                                      | 204                                         |                                                                      |
| 1980年（昭和55年） | 20                                          | 14,478                                      | 29,610                                      | 205                                         |                                                                      |
| 1981年（昭和56年） | 20                                          | 15,240                                      | 29,300                                      | 192                                         |                                                                      |
| 1982年（昭和57年） | 20                                          | 15,240                                      | 29,670                                      | 195                                         |                                                                      |
| 1983年（昭和58年） | 20                                          | 16,510                                      | 29,590                                      | 179                                         |                                                                      |
| 1984年（昭和59年） | 20                                          | 16,510                                      | 29,830                                      | 181                                         |                                                                      |
| 1985年（昭和60年） | 20                                          | 16,764                                      | 30,680                                      | 179                                         | 1985年10月19日、通勤特急運転開始                                     |
| 1986年（昭和61年） | 20                                          | 16,764                                      | 31,090                                      | 185                                         |                                                                      |
| 1987年（昭和62年） | 20                                          | 16,764                                      | 31,130                                      | 185                                         |                                                                      |
| 1988年（昭和63年） | 20                                          | 17,272                                      | 31,340                                      | 181                                         |                                                                      |
| 1989年（平成元年） | 20                                          | 18,288                                      | 31,800                                      | 174                                         |                                                                      |
| 1990年（平成02年） | 20                                          | 18,288                                      | 32,310                                      | 177                                         |                                                                      |
| 1991年（平成03年） | 20                                          | 18,288                                      | 32,610                                      | 178                                         |                                                                      |
| 1992年（平成04年） | 20                                          | 18,288                                      | 32,800                                      | 179                                         |                                                                      |
| 1993年（平成05年） | 20                                          | 18,288                                      | 32,700                                      | 179                                         |                                                                      |
| 1994年（平成06年） | 20                                          | 18,796                                      | 32,540                                      | 173                                         |                                                                      |
| 1995年（平成07年） | 20                                          | 18,796                                      | 32,380                                      | 172                                         |                                                                      |
| 1996年（平成08年） | 18                                          | 16,764                                      | 28,020                                      | 167                                         | 1996年4月27日、東葉高速鉄道線開業                                    |
| 1997年（平成09年） | 18                                          | 16,764                                      | 27,523                                      | 164                                         |                                                                      |
| 1998年（平成10年） | 18                                          | 16,764                                      | 27,355                                      | 163                                         | 1998年11月18日、通勤特急を特急に統合                                 |
| 1999年（平成11年） | 18                                          | 16,764                                      | 26,823                                      | 160                                         |                                                                      |
| 2000年（平成12年） | 18                                          | 16,764                                      | 26,780                                      | 160                                         |                                                                      |
| 2001年（平成13年） | 18                                          | 15,972                                      | 25,483                                      | 160                                         |                                                                      |
| 2002年（平成14年） | 18                                          | 15,246                                      | 24,294                                      | 159                                         | 2002年10月12日、通勤特急・快速運転開始、本線急行廃止                 |
| 2003年（平成15年） | 18                                          | 15,246                                      | 24,080                                      | 158                                         |                                                                      |
| 2004年（平成16年） | 18                                          | 15,246                                      | 24,008                                      | 157                                         |                                                                      |
| 2005年（平成17年） | 18                                          | 15,246                                      | 23,944                                      | 157                                         |                                                                      |
| 2006年（平成18年） | 18                                          | 15,246                                      | 23,531                                      | 154                                         | 2006年12月10日、快速特急運転開始                                     |
| 2007年（平成19年） | 18                                          | 15,246                                      | 22,990                                      | 151                                         |                                                                      |
| 2008年（平成20年） | 18                                          | 15,246                                      | 22,770                                      | 149                                         |                                                                      |
| 2009年（平成21年） | 18                                          | 15,246                                      | 22,760                                      | 149                                         |                                                                      |
| 2010年（平成22年） | 18                                          | 15,246                                      | 22,370                                      | 147                                         |                                                                      |
| 2011年（平成23年） | 18                                          | 15,246                                      | 21,726                                      | 143                                         |                                                                      |
| 2012年（平成24年） | 18                                          | 15,246                                      | 21,045                                      | 138                                         |                                                                      |
| 2013年（平成25年） | 18                                          | 15,246                                      | 20,469                                      | 134                                         |                                                                      |
| 2014年（平成26年） | 18                                          | 15,246                                      | 20,222                                      | 133                                         |                                                                      |
| 2015年（平成27年） | 18                                          | 15,246                                      | 20,128                                      | 132                                         |                                                                      |
| 2016年（平成28年） | 18                                          | 15,246                                      | 19,785                                      | 130                                         |                                                                      |
| 2017年（平成29年） | 18                                          | 15,246                                      | 19,393                                      | 127                                         |                                                                      |
| 2018年（平成30年） | 18                                          | 15,246                                      | 19,810                                      | 130                                         |                                                                      |
| 2019年（令和元年） | 18                                          | 15,246                                      | 19,396                                      | 127                                         |                                                                      |
| 2020年（令和02年） | 17                                          | 14,520                                      | 14,142                                      | 97                                          |                                                                      |
| 2021年（令和03年） | 17                                          | 14,520                                      | 14,186                                      | 98                                          |                                                                      |
| 2022年（令和04年） | 17                                          | 14,520                                      | 13,520                                      | 93                                          |                                                                      |
| 2023年（令和05年） | 17                                          | 14,520                                      | 15,140                                      | 104                                         |                                                                      |

## 駅一覧
凡例
停車駅… ●：停車、｜：通過、◇：一部臨時停車、◆：中山競馬場の中央競馬開催時（特に皐月賞・有馬記念等の重賞レース開催日）に一部臨時停車（東中山駅）
- 普通列車は各駅に停車する（表では省略）。
- 「スカイライナー」「モーニングライナー」「イブニングライナー」「シティライナー」の停車駅は列車記事「スカイライナー」を参照のこと。
- 「シティライナー」は2016年3月現在、定期列車としての運行はない。

線路・列車待避… ||・◇・△・▽：複線区間（◇：上下とも待避可能、△：上りのみ待避可能、▽：下りのみ待避可能）、｜：単線区間（列車交換可能）、∨：ここより下は単線
| 駅番号 | 駅名                                     | 駅間 キロ | 累計 キロ | 快速 | 通勤特急 | 特急 | アクセス特急                               | 快速特急 | 接続路線 | 線路・列車待避 | 所在地 | 所在地          |
| ------ | ---------------------------------------- | --------- | --------- | ---- | -------- | ---- | ------------------------------------------ | -------- | --- | -------------- | ------ | --------------- |
| KS01   | 京成上野駅                               | -         | 0.0       | ●    | ●        | ●    | ●                                          | ●        | 東日本旅客鉄道： 東北新幹線・北海道新幹線・山形新幹線・秋田新幹線・上越新幹線・北陸新幹線・ 山手線・ 京浜東北線・ 宇都宮線・高崎線・ 常磐線（快速）・上野東京ライン（上野駅:JY 05・JK 30・JU 02・JJ 01） 東京地下鉄： 銀座線（上野駅:G-16）・ 日比谷線（上野駅:H-18） 都営地下鉄： 大江戸線（上野御徒町駅:E-09、連絡運輸なし） | \|\|           | 東京都 | 台東区          |
| KS02   | 日暮里駅                                 | 2.1       | 2.1       | ●    | ●        | ●    | ●                                          | ●        | 東日本旅客鉄道： 山手線 (JY 07)・ 京浜東北線 (JK 32)・ 常磐線（快速）(JJ 02)・上野東京ライン 東京都交通局： 日暮里・舎人ライナー (NT 01) | \|\|           | 東京都 | 荒川区          |
| KS03   | 新三河島駅                               | 1.3       | 3.4       | ｜   | ｜       | ｜   | ｜                                         | ｜       | | \|\|           | 東京都 | 荒川区          |
| KS04   | 町屋駅                                   | 0.9       | 4.3       | ｜   | ｜       | ｜   | ｜                                         | ｜       | 東京地下鉄： 千代田線 (C-17) 東京都交通局： 都電荒川線（東京さくらトラム）（町屋駅前停留場:SA 06） | \|\|           | 東京都 | 荒川区          |
| KS05   | 千住大橋駅                               | 1.6       | 5.9       | ●    | ｜       | ｜   | ｜                                         | ｜       | | ◇              | 東京都 | 足立区          |
| KS06   | 京成関屋駅                               | 1.4       | 7.3       | ｜   | ｜       | ｜   | ｜                                         | ｜       | 東武鉄道： 伊勢崎線（東武スカイツリーライン）（牛田駅:TS-08） | \|\|           | 東京都 | 足立区          |
| KS07   | 堀切菖蒲園駅                             | 1.5       | 8.8       | ｜   | ｜       | ｜   | ｜                                         | ｜       | | \|\|           | 東京都 | 葛飾区          |
| KS08   | お花茶屋駅                               | 1.1       | 9.9       | ｜   | ｜       | ｜   | ｜                                         | ｜       | | \|\|           | 東京都 | 葛飾区          |
| KS09   | 青砥駅                                   | 1.6       | 11.5      | ●    | ●        | ●    | ●                                          | ●        | 京成電鉄： 押上線（京成高砂方面と直通運転） | \|\|           | 東京都 | 葛飾区          |
| KS10   | 京成高砂駅                               | 1.2       | 12.7      | ●    | ●        | ●    | ●                                          | ●        | 京成電鉄： 金町線 京成電鉄・北総鉄道： 成田空港線（成田スカイアクセス線）・ 北総線（京成上野・押上方面と直通運転） | ◇              | 東京都 | 葛飾区          |
| KS11   | 京成小岩駅                               | 1.8       | 14.5      | ●    | ｜       | ｜   | 成田空港線 （ 成田スカイアクセス線 ） 経由 | ｜       | | ◇              | 東京都 | 江戸川区        |
| KS12   | 江戸川駅                                 | 1.2       | 15.7      | ｜   | ｜       | ｜   | 成田空港線 （ 成田スカイアクセス線 ） 経由 | ｜       | | \|\|           | 東京都 | 江戸川区        |
| KS13   | 国府台駅                                 | 0.7       | 16.4      | ｜   | ｜       | ｜   | 成田空港線 （ 成田スカイアクセス線 ） 経由 | ｜       | | \|\|           | 千葉県 | 市川市          |
| KS14   | 市川真間駅                               | 0.9       | 17.3      | ｜   | ｜       | ｜   | 成田空港線 （ 成田スカイアクセス線 ） 経由 | ｜       | | ◇              | 千葉県 | 市川市          |
| KS15   | 菅野駅                                   | 0.9       | 18.2      | ｜   | ｜       | ｜   | 成田空港線 （ 成田スカイアクセス線 ） 経由 | ｜       | | \|\|           | 千葉県 | 市川市          |
| KS16   | 京成八幡駅                               | 0.9       | 19.1      | ●    | ●        | ●    | 成田空港線 （ 成田スカイアクセス線 ） 経由 | ●        | 都営地下鉄： 新宿線（本八幡駅:S-21） | \|\|           | 千葉県 | 市川市          |
| KS17   | 鬼越駅                                   | 1.0       | 20.1      | ｜   | ｜       | ｜   | 成田空港線 （ 成田スカイアクセス線 ） 経由 | ｜       | | \|\|           | 千葉県 | 市川市          |
| KS18   | 京成中山駅                               | 0.7       | 20.8      | ｜   | ｜       | ｜   | 成田空港線 （ 成田スカイアクセス線 ） 経由 | ｜       | | \|\|           | 千葉県 | 船橋市          |
| KS19   | 東中山駅                                 | 0.8       | 21.6      | ●    | ｜       | ◆    | 成田空港線 （ 成田スカイアクセス線 ） 経由 | ｜       | | ◇              | 千葉県 | 船橋市          |
| KS20   | 京成西船駅                               | 0.6       | 22.2      | ｜   | ｜       | ｜   | 成田空港線 （ 成田スカイアクセス線 ） 経由 | ｜       | | \|\|           | 千葉県 | 船橋市          |
| KS21   | 海神駅                                   | 1.4       | 23.6      | ｜   | ｜       | ｜   | 成田空港線 （ 成田スカイアクセス線 ） 経由 | ｜       | | \|\|           | 千葉県 | 船橋市          |
| KS22   | 京成船橋駅                               | 1.5       | 25.1      | ●    | ●        | ●    | 成田空港線 （ 成田スカイアクセス線 ） 経由 | ●        | 東日本旅客鉄道： 総武線（快速）・ 総武線（各駅停車）（船橋駅:JO 25・JB 31） 東武鉄道： 野田線（東武アーバンパークライン）（船橋駅:TD-35） | \|\|           | 千葉県 | 船橋市          |
| KS23   | 大神宮下駅                               | 1.3       | 26.4      | ｜   | ｜       | ｜   | 成田空港線 （ 成田スカイアクセス線 ） 経由 | ｜       | | \|\|           | 千葉県 | 船橋市          |
| KS24   | 船橋競馬場駅                             | 0.8       | 27.2      | ●    | ｜       | ｜   | 成田空港線 （ 成田スカイアクセス線 ） 経由 | ｜       | | ◇              | 千葉県 | 船橋市          |
| KS25   | 谷津駅                                   | 1.0       | 28.2      | ｜   | ｜       | ｜   | 成田空港線 （ 成田スカイアクセス線 ） 経由 | ｜       | | \|\|           | 千葉県 | 習志野市        |
| KS26   | 京成津田沼駅                             | 1.5       | 29.7      | ●    | ●        | ●    | 成田空港線 （ 成田スカイアクセス線 ） 経由 | ●        | 京成電鉄： 千葉線（京成上野・押上方面と直通運転）・松戸線 | ◇              | 千葉県 | 習志野市        |
| KS27   | 京成大久保駅                             | 2.4       | 32.1      | ●    | ｜       | ｜   | 成田空港線 （ 成田スカイアクセス線 ） 経由 | ｜       | | \|\|           | 千葉県 | 習志野市        |
| KS28   | 実籾駅                                   | 1.9       | 34.0      | ●    | ｜       | ｜   | 成田空港線 （ 成田スカイアクセス線 ） 経由 | ｜       | | \|\|           | 千葉県 | 習志野市        |
| KS29   | 八千代台駅                               | 2.6       | 36.6      | ●    | ●        | ●    | 成田空港線 （ 成田スカイアクセス線 ） 経由 | ●        | | ◇              | 千葉県 | 八千代市        |
| KS30   | 京成大和田駅                             | 2.1       | 38.7      | ●    | ｜       | ｜   | 成田空港線 （ 成田スカイアクセス線 ） 経由 | ｜       | | \|\|           | 千葉県 | 八千代市        |
| KS31   | 勝田台駅                                 | 1.6       | 40.3      | ●    | ●        | ●    | 成田空港線 （ 成田スカイアクセス線 ） 経由 | ●        | 東葉高速鉄道： 東葉高速線（東葉勝田台駅:TR09） | \|\|           | 千葉県 | 八千代市        |
| KS32   | 志津駅                                   | 1.8       | 42.1      | ●    | ●        | ｜   | 成田空港線 （ 成田スカイアクセス線 ） 経由 | ｜       | | \|\|           | 千葉県 | 佐倉市          |
| KS33   | ユーカリが丘駅                           | 1.1       | 43.2      | ●    | ●        | ｜   | 成田空港線 （ 成田スカイアクセス線 ） 経由 | ｜       | 山万：ユーカリが丘線 | △              | 千葉県 | 佐倉市          |
| KS34   | 京成臼井駅                               | 2.5       | 45.7      | ●    | ●        | ｜   | 成田空港線 （ 成田スカイアクセス線 ） 経由 | ｜       | | \|\|           | 千葉県 | 佐倉市          |
| KS35   | 京成佐倉駅                               | 5.3       | 51.0      | ●    | ●        | ●    | 成田空港線 （ 成田スカイアクセス線 ） 経由 | ●        | | ◇              | 千葉県 | 佐倉市          |
| KS36   | 大佐倉駅                                 | 2.0       | 53.0      | ●    | ●        | ●    | 成田空港線 （ 成田スカイアクセス線 ） 経由 | ｜       | | \|\|           | 千葉県 | 佐倉市          |
| KS37   | 京成酒々井駅                             | 2.0       | 55.0      | ●    | ●        | ●    | 成田空港線 （ 成田スカイアクセス線 ） 経由 | ｜       | | \|\|           | 千葉県 | 印旛郡 酒々井町 |
| KS38   | 宗吾参道駅                               | 2.0       | 57.0      | ●    | ●        | ●    | 成田空港線 （ 成田スカイアクセス線 ） 経由 | ｜       | | △              | 千葉県 | 印旛郡 酒々井町 |
| KS39   | 公津の杜駅                               | 1.6       | 58.6      | ●    | ●        | ●    | 成田空港線 （ 成田スカイアクセス線 ） 経由 | ｜       | | \|\|           | 千葉県 | 成田市          |
| KS40   | 京成成田駅                               | 2.6       | 61.2      | ●    | ●        | ●    | 成田空港線 （ 成田スカイアクセス線 ） 経由 | ●        | 京成電鉄： 東成田線（京成上野・押上方面と直通運転） 東日本旅客鉄道：■成田線（上野東京ライン含む）（成田駅:JO 35） | ◇              | 千葉県 | 成田市          |
|        | 駒井野信号場                             | -         | (67.2)    | ｜   | ｜       | ｜   | 成田空港線 （ 成田スカイアクセス線 ） 経由 | ｜       | 東成田線との実際の分岐 | \|\|           | 千葉県 | 成田市          |
|        | （成田空港線接続点）                     | -         | (67.8)    | ｜   | ｜       | ｜   | ｜                                         | ｜       | 成田空港線（成田湯川方面）との実際の分岐 | \|\|           | 千葉県 | 成田市          |
| KS41   | 空港第2ビル駅 （成田第2・第3ターミナル） | 7.1       | 68.3      | ●    | ●        | ●    | ●                                          | ●        | 京成電鉄： 成田空港線（成田スカイアクセス線）（成田空港駅まで線路共用） 東日本旅客鉄道： 成田線 (JO 36) | ∨              | 千葉県 | 成田市          |
| KS42   | 成田空港駅 （成田第1ターミナル）         | 1.0       | 69.3      | ●    | ●        | ●    | ●                                          | ●        | 京成電鉄： 成田空港線（成田スカイアクセス線） 東日本旅客鉄道： 成田線 (JO 37) | ｜             | 千葉県 | 成田市          |

### 駅の略称
「京成」を冠する駅名（15駅）は、2019年頃までに取りやめられるまでは原則として「京成」を省いた略称で案内されていた。略称のあった駅は次の通り。
- 上野（駅名標では京成省略せず）、関屋、高砂、小岩、八幡、中山、西船、船橋、津田沼（路線図・駅名標では京成省略せず）、大久保、大和田、うすい（北総線白井との混同防止のため平仮名化）、佐倉、酒々井、成田。

### 廃駅
- 博物館動物園駅（はくぶつかんどうぶつえんえき、現・京成上野 - 日暮里間、1933年12月10日開業[18]、1997年4月1日休止[18]、2004年4月1日廃止）
- 寛永寺坂駅（かんえいじさかえき、現・京成上野 - 日暮里間、1933年12月10日開業、1943年10月1日休止、1946年11月1日再開、1947年8月21日休止、1953年2月23日廃止）
- 道灌山通駅（どうかんやまどおりえき、現・日暮里 - 新三河島間、1934年4月18日開業、1943年10月1日休止、1947年2月28日廃止）
- 西千住駅（にしせんじゅえき、現・町屋 - 千住大橋間、1935年6月1日開業、1943年10月1日休止、1947年2月28日廃止）
- 八幡駅（やわたえき、現・京成八幡 - 鬼越間、1915年11月3日開業、1942年8月15日廃止。現・京成八幡駅は新八幡駅が1942年11月1日に改称したもの）
- 成田花咲町駅（なりたはなさきちょうえき、現・公津の杜 - 京成成田間、1926年12月24日開業、1930年4月25日廃止）

## 主要駅の乗降客数
乗降客数は2024年度のものである。（）内の数字は京成線全線での順位。都心側のターミナル駅では、JR東日本や地下鉄の上野駅とやや距離がある京成上野駅より、山手線などと容易に乗り換え可能な日暮里駅の方が利用者数が多い。
- 京成上野駅 48,475人（8）
- 日暮里駅 101,435人（3）
- 青砥駅 48,727人（6）
- 京成高砂駅 102,056人（2）（北総線との連絡人員を含む）
- 京成八幡駅 35,135人（12）
- 京成船橋駅 90,840人（4）
- 京成津田沼駅 58,525人（5）（新京成線（当時）との連絡人員を含む）
- 八千代台駅 43,829人（9）
- 勝田台駅 48,485人（7）
- 京成佐倉駅 16,492人（31）
- 京成成田駅 36,328人（10）
- 空港第2ビル駅 35,735人（11）
- 成田空港駅 35,046人（13）

## 沿線風景

### 京成上野 - 青砥

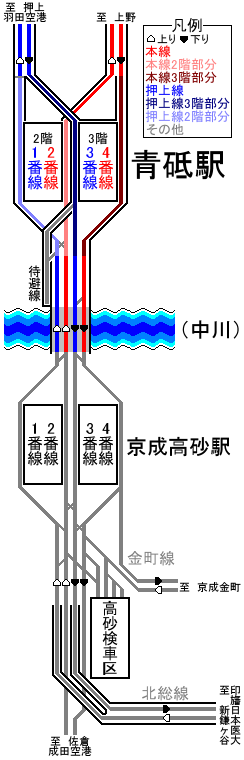
青砥駅 - 京成高砂駅間の複々線区間（2010年の金町線高架化前時点）

地下駅の京成上野駅を出ると、上野公園の下を最小曲線半径120 mで左右にカーブしながら進む。途中、博物館動物園駅、寛永寺坂駅の跡がある。40 ‰の勾配でトンネルを抜けると左に急カーブしながらJR山手線、京浜東北線、宇都宮線・高崎線、常磐線を跨いで荒川区に入る、下り線はそのまま日暮里駅高架ホームにつながる。同駅は成田スカイアクセス線（成田空港線）対応の改築工事が終了し、下り線ホームが高架化された。上り線は日暮里駅地上ホームから急勾配を上ってJR線を乗り越しトンネルに入る。日暮里を出ると右カーブしながら常磐線を乗り越し、次いで尾久橋通り上の日暮里・舎人ライナーの下をくぐり、高架を進む。途中、新三河島駅で明治通りを、町屋駅で都電荒川線を跨ぐ。隅田川を渡り、足立区に入った先で一旦地上に降りるが、再び高架となって日光街道（国道4号）上の千住大橋駅となる。橋は南に200 m程の所にある。高架の常磐線、つくばエクスプレス、東京メトロ日比谷線を、さらに高い高架で越え、左手に東武伊勢崎線が並行すると京成関屋駅で、細い道を挟んで東武の牛田駅がある。東武伊勢崎線を乗り越し荒川、綾瀬川を鉄橋で越えて葛飾区に入り、首都高速中央環状線をくぐると右カーブし、堀切菖蒲園駅の先で地上に降りるが、お花茶屋駅の先で再び高架になり、水戸街道（国道6号）を越える。大きく左手にカーブしながら、25 ‰の勾配で登り、右手より押上線が合流すると、3階建て高架駅の青砥駅に到着する。成田方面は3階、上野・押上方面は2階である。

### 青砥 - 京成八幡
青砥駅を出ると、次の京成高砂駅まで複々線である。朝夕は、ほぼ同じタイミングで駅を出て、同じタイミングで駅に着くため、列車の隣を常にもう片方の列車が走る。この列車は、青砥駅で上野方面と、都営浅草線方面に分かれる。両駅間は、かつて複線であった時代でも上り方向に1時間当り最大36本もの列車が運行された高密度運転区間である。南側に引き上げ線を見つつ、上下線の高低差を縮小しながら環七通りを越え、さらに4線が並んだあたりで中川を越える。ここまでの区間は、高架が高い位置であるため非常に見晴らしがよい。中川を越えると24‰の下り勾配で貨物専用のJR新金線を越え、右カーブしながら地上に下りると金町線と北総線とが分岐する京成高砂駅となる。ホームは狭い島式ホーム2面4線という構造である。ホーム成田寄りはすぐ横が踏切で、開かずの踏切として葛飾区からも名指しされて問題視されている。なお、当面の対策として金町線のみ高架化された。金町線が左に逸れ、進路を南東に取りつつ高砂車庫沿いに進むと北総線が高架となってこちらも左に逸れていく。ここから京成小岩駅までは直線となる。柴又街道を越えると江戸川区に入り、京成小岩駅に入る。緩いカーブを過ぎて、次の江戸川駅手前で高架となり江戸川を渡ると千葉県に入る。このカーブ付近でJR総武本線が接近し、ここから並行区間に入る。千葉県に入ると、沿線には下総台地と低地、そしてその間の崖面が多くなる。国府台駅の先で地上に戻り、市川市内の住宅密集地を走る。左カーブ上にある市川真間駅は2面4線の待避駅である。JR市川駅は南側、千葉街道（国道14号）を渡った先にある。これより先、暫く千葉街道とJR総武本線とほぼ並行して東へ進む。次の菅野駅付近では、地下に東京外環自動車道と国道298号が通っている。そのままほぼ直線で進むと京成八幡駅となる。島式ホーム1本の駅で、南側に隣接して都営新宿線の本八幡駅がある。

### 京成八幡 - 京成船橋
八幡駅を出て船橋までは、カーブと高低差の多い線形となる。真間川を渡ると少し先に鬼越駅があり、その先で千葉県道59号市川印西線（木下街道）と平面交差するが、ここを含めて付近の道路は立体交差化されていない。京成中山駅手前で船橋市に入る。次の東中山駅は、2面4線の駅で、周辺施設として、中山競馬場が北に1.5 km程の所にある。競馬場に通じる道路をくぐり、下り勾配の先が京成西船駅であるが、JR西船橋駅からは500 m程離れている。駅の東で武蔵野線が高い高架橋で跨いでいる。海神駅を過ぎると地面が低くなって盛土の上を進み、船橋市街と東武野田線の高架橋を遠くに望みつつ、右カーブしながらJR総武本線を越える。左カーブしながら高架を駆け上がり、相対式ホームの京成船橋駅に着く。「シティライナー」の停車駅で、乗降客数も多い京成を代表する駅の一つである。

### 京成船橋 - 京成津田沼
京成船橋駅を出ると、総武線に接近したのち、右カーブで南に一旦進路をとる。大神宮下駅付近で、今度は左カーブし、千葉街道（国道14号）に沿って走るようになる。高架が終わり地上に降りると、島式ホーム2面4線の船橋競馬場駅である。国道296号（成田街道）の陸橋をくぐって習志野市に入り、谷津駅付近で左カーブすると進路がほぼ真東となる。上下線の間に折り返し線が割り込み、左から松戸線が合流し、踏切を越えると千葉線と分岐する京成津田沼駅となる。松戸線と併せると3面6線の規模である。

### 京成津田沼 - 八千代台
京成津田沼駅を出ると千葉線が左に分かれ、本線は右手に津田沼検車区を見ながら右、続いて大きく左にカーブを描き、内陸部へと入っていく。先ほど分かれた千葉線やJR総武線の線路をくぐると掘割による線路が続く。やがて右にカーブを切り京成大久保駅に着く。京成大久保駅から実籾駅まではほぼ直線であり、その後は左カーブとその先しばしの間千葉市花見川区内（作新台、長作町）を走るが、まもなく八千代市内に入り、八千代台駅に着く。八千代台は日本で最初に住宅団地ができた場所として知られ、現在でも同市の中で最も人口密度が高い密集した住宅地が広がる。ここから京成大和田駅付近までは千葉市との境界付近を走行する。

### 八千代台 - 京成佐倉
八千代台駅を出ると住宅街の中を走り、大きく右にカーブすると京成大和田駅に到着。ここはかつて八千代市の中心部であった場所である。大和田駅を出ると京成臼井駅付近までは国道296号とほぼ併走するようになる。新川を渡り、その後国道16号をくぐり、勝田台駅に到着。勝田台駅は周辺に多くの中学校や高等学校があり、また東葉高速線と連絡しているために非常に乗降客数の多い駅である。勝田台駅を出ると、すぐに佐倉市に入る。直線が続いたあと、左にカーブを描き、その途中にある志津駅に到着。志津駅を出た後は小さいS字カーブを描いてユーカリが丘駅に到着する。ユーカリが丘駅と京成臼井駅の間は掘割の線路がほぼ半分を占めるが、両駅のちょうど中間付近には田園地帯が広がっている。臼井の住宅街の間に入ると左にカーブを描き、まもなく京成臼井駅に到着。京成臼井駅を出て、始発列車のための待避線の先にあるかつての旧駅跡からは、しばらく国道296号と併走する。国道と分かれると、左側には印旛沼が見えるようになり、田園地帯も広がっている。その後右に急カーブを描き、風車を中心とした「佐倉ふるさと広場」の横を通過する。急カーブを超えると左側の田園地帯とは対照的に、右側には住宅街が広がる。広いロータリーのような広場が見えるが、ここはかつて「江原台駅（仮称）」が建設される予定だった場所（詳細は江原台の項目を参照）。その後左にカーブを曲がると佐倉市の中心街が見え、京成佐倉駅に到着する。

### 京成佐倉 - 京成成田
京成佐倉駅を出ると右手に住宅街、左手にゴルフ場を見ながら走る。左にカーブし、大佐倉駅を過ぎると再び田園地帯となる。その先を大きく左にカーブすると酒々井町中心部に入り、京成酒々井駅に到着する。京成酒々井駅を出ると再び田園地帯となり、右手に京成電鉄の車両基地である宗吾基地が見えてくると宗吾参道駅である。宗吾参道駅を出てトンネルをくぐるとニュータウンの中の掘割の中を進む。次の公津の杜駅はホームの半分がトンネルとなっている。トンネルを抜け、しばらく続く掘割が終わるとJR成田線をくぐりながら大きく左右にカーブする。右手に成田市役所が見えてくると間もなく京成成田駅に到着する。成田山新勝寺へは同駅西口から表参道につながっている。

### 京成成田 - 成田空港
京成成田駅を出るとしばらくは高架線で、成田市の市街地を過ぎると掘割による線路となる。市街地と成田空港の間は森林・農村地帯が続く。空港が近づくと駒井野信号場を通過して左へ分岐する。直進方向は東成田線である。これはもともと東成田線が先に建設されたためである。分岐してまもなく地下のトンネルに入り、成田スカイアクセス線と合流、JR成田線（空港支線）と併走し空港第2ビル駅に着く。空港第2ビル駅から終着の成田空港駅までは単線区間となり成田空港駅に到着する。

## 構想・計画
京成高砂駅 - 江戸川駅付近間で連続立体交差事業（鉄道高架化）を進める計画がある。2022年度に、国から新規着工準備箇所として採択された。
成田市では、京成成田駅 - 東成田駅・空港第2ビル駅間の同市吉倉地区に開院した国際医療福祉大学成田病院と共に、（仮称）吉倉駅の新設を含めたまちづくり事業構想がある。
成田国際空港（NAA）は2024年2月に東京都内で行われた有識者会議において、今後予定されている旅客ターミナル再編に合わせて、新ターミナルに接続する新駅を設置すると同時に成田空港駅を廃止にする計画を発表した。空港第2ビル駅については近隣の貨物施設などに通勤している従業員向けの駅に変更した上で存続させる可能性もあるとしている。